# Fórum Romano
O Fórum Romano ou Foro Romano (em latim: Forum Romanum; em italiano: Foro Romano) localizado no centro de Roma, é um fórum (praça) rectangular, circundado pelas ruínas de várias construções públicas de grande importância cultural. O principal centro comercial da Roma Imperial, este espaço era popularmente conhecido como Fórum Magno (Forum Magnum) ou, simplesmente, Fórum.
Foi durante séculos o centro da vida pública romana: o local de cerimónias triunfais e de eleições, o local onde se realizavam discursos públicos, os processos criminais, os confrontos entre gladiadores, e o centro dos assuntos comerciais. Aqui, estátuas e monumentos celebraram os grandes homens da cidade. O coração da Roma antiga foi considerado o ponto de encontro mais conhecido do mundo, em toda a história. Desde a idade régia até ao advento da idade medieval, o vale do Fórum foi palco de acontecimentos e sede de instituições de tal importância que determinaram repetidamente o curso histórico da civilização ocidental, e influenciou predominantemente os fundamentos políticos, jurídicos, culturais e filosóficos do pensamento ocidental.
Localizado no pequeno vale entre o monte Palatino e o monte Capitolino, o fórum é atualmente uma extensa ruína de fragmentos arquitectónicos e um sitio de escavações arqueológicas intermitente de elevada atração turística.
A maioria das estruturas arquitectónicas mais importantes da antiga cidade foram encontradas no fórum ou perto deste. Os santuários e templos do reino romano localizavam-se na parte sudeste da cidade. Dentre estes situava-se a antiga residência real, a Régia (século VIII a.C.), o Templo de Vesta (século VII a.C.) e ainda o complexo da Casa das Vestais, os quais foram reconstruídos após a ascensão de Roma Imperial.
Outros santuários foram encontrados a noroeste, como a Umbilicus Urbis e o Vulcanal (santuário de Vulcano), construídos no centro nervoso do vale, o Comício, durante o período republicano. Este foi o local onde tanto o senado como o governo republicano tiveram início. O Senado, os gabinetes do estado, tribunais, templos, monumentos e estátuas foram gradualmente arquitectando toda a área.
Ao longo do tempo, o Comício arcaico foi comutado pelo maior fórum a ele adjacente e o centro de actividade judicial movido para a nova Basílica Júlia, juntamente com a recente Cúria Júlia, concentrando os dois cargos judiciais e o Senado num só local. Este novo fórum, serviu posteriormente como uma praça revitalizada, onde o povo de Roma poderia ai reunir-se para fins comerciais, políticos, judiciais e persecuções religiosas em números cada vez maiores.
A maioria dos tratos económicos e judiciais eram diferidos para locais distantes do Fórum Romano, envolvendo as maiores e mais extravagantes estruturas como o Fórum de Trajano e a Basílica Úlpia ao norte. O reinado de Constantino, O Grande, durante o qual o império foi dividido em duas fracções, a oriental e a ocidental, presenciou a construção da última grande amplificação da praça — a Basílica de Magêncio em 312. Este facto devolveu o centro político novamente para o fórum, até à queda do Império Romano do Ocidente quase dois séculos mais tarde.

## Descrição

Vista panorâmica do fórum

Contrariamente aos fóruns posteriormente construídos em Roma, os quais se basearam na praça pública grega, designada de plateia (πλατεῖα), o Fórum Romano desenvolveu-se gradualmente, regularmente e paulatinamente ao longo de vários séculos.  Isto foi possível através das ordens impostas por Sula, Júlio César e Augusto que tentaram com relativo sucesso, o desenvolvimento progressivo deste espaço. Até ao período imperial, os enormes edifícios públicos que se aglomeraram ao redor da praça central tinham reduzido a área aberta para um rectângulo com cerca de 130 por 50 metros.
O fórum foi construído de noroeste para sudeste e estende-se desde o sopé do monte Capitolino até o Vélio. A praça das basílicas construída no período imperial — como a Basílica Emília a norte (Tabernas Novas; Tabernae Novae) e a Basílica Júlia a sul — definem as longas extremidades da praça central. O fórum abraça esta praça, os edifícios em frente e uma área adicional (Fórum Adjacente) que se estende de sudeste ao Arco de Tito.

### Origem
O vale do Fórum, pantanoso e inóspito, foi utilizado entre o século X e o VII a.C. como necrópole das primeiras aldeias instaladas nas colinas circundantes. Segundo o historiador Tácito, a planície do Fórum, bem como a colina próxima do Capitólio, foram acrescentadas à Roma Quadrada (Palatino) de Rómulo por Tito Tácio.
Tito Lívio e outros autores antigos contam que, logo após a fundação de Roma, uma grande batalha foi travada na área do futuro fórum romano entre romanos e sabinos: a Batalha do Lago Cúrcio. A causa do conflito foi a traição da virgem vestal, Tarpeia, filha do comandante da vizinha fortaleza romana Espúrio Tarpeio, que, subornada com ouro por Tito Tácio, permitiu a entrada na cidadela fortificada no Capitólio de um grupo de homens armados por engano. A ocupação sabina da fortaleza levou os dois exércitos a se alinharem no sopé das duas colinas (Palatino e Monte Capitolino, exatamente onde mais tarde seria construído o fórum romano), enquanto os líderes de ambos os lados incitavam os seus soldados a lutar: Mévio Cúrcio pelos sabinos e Osto Ostílio pelos romanos. O campo de batalha era cercado por muitas colinas, não oferecendo aos dois exércitos caminhos de fuga suficientes nem zonas limitadas para perseguir o inimigo "em rota".

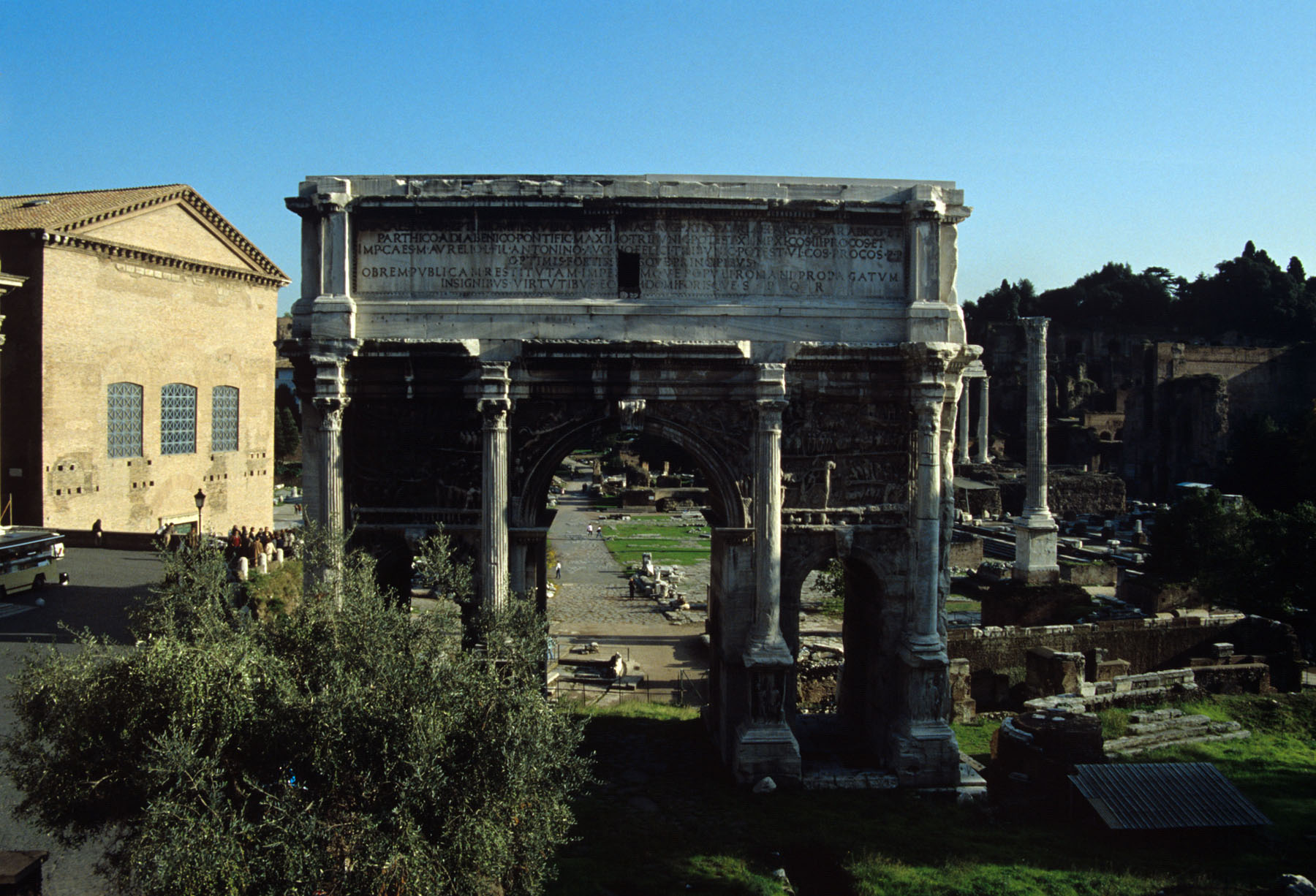
Da esquerda a Cúria, arco de Sétimo Severo, o templo de Vesta, coluna de Focas, o Palatino

Diz-se que durante a batalha, Rômulo, vendo os seus homens recuar, invocou Júpiter e prometeu-lhe em caso de vitória um templo dedicado a ele (perto do fórum romano); depois entrou no meio do campo de batalha, conseguindo contra-atacar até os locais onde, alguns anos depois, ficariam a chamada Regia e o templo de Vesta.
Foi neste momento que as mulheres Sabinas, que já tinham sido raptadas pelos Romanos, se lançaram sob uma saraivada de lanças entre as facções opostas para dividir os contendores e acalmar a sua raiva.

De um lado os maridos imploravam (os Romanos) e do outro os pais (os Sabinos).  Eles imploraram-lhes que não cometessem um crime horrível ao se mancharem com o sangue de um sogro ou genro e que evitassem cometer parricídio contra os filhos que dariam à luz, filhos para alguns e netos para outros.— Tito Lívio, Ab Urbe condita libri, I, 13.
Somente por volta de 600 a.C., pelo rei etrusco Tarquínio Prisco, o vale foi drenado com a construção da Cloaca Máxima e foi pavimentado com tufo; a praça retangular nasce como mercado e também para a condução da vida política e judicial, num ponto central da cidade para onde convergiam muitas estradas importantes, a mais importante das quais era a Via Sacra, que ia das encostas do Monte Capitolino até o Arco de Tito.

## História

### Período Pré-Romano
No Fórum, originalmente entre Palatino e o Monte Capitolino, perto do Vélia, foram encontrados vasos que demonstraram que os humanos ocuparam essas áreas na Idade Final do Bronze (1200–975 a.C.). No início da Idade do Ferro a área do futuro Fórum, perto do local do Templo de Antonino e Faustina, foi utilizada como necrópole (século X a.C.), possivelmente pelas comunidades dos montes Palatino e Capitolino. A maioria dos enterros consistiam em cremações do mesmo tipo que também podem ser encontradas noutros locais do Lácio. A urna que continha as cinzas do falecido era colocada dentro de um grande jarro de barro, junto com os bens funerários, e depois enterrada numa cavidade escavada no solo e coberta com uma pedra angular. Houve também um pequeno número de enterros de inumação. Com base nas evidências atuais, é provável que os sepultamentos no Fórum tenham cessado no final do século IX a.C. e que a Necrópole Esquilina os tenha substituído. No século VIII a.C., o vale pantanoso foi colonizado e a necrópole parcialmente abandonada, reservada apenas às crianças que ainda podiam ser enterradas dentro da cidade. Os adultos eram agora enterrados no Esquilino, fora da zona urbana. No início do século VI, a arcaica necrópole foi definitivamente abandonada.
Os primeiros achados arqueológicos nos locais dos principais edifícios públicos apontam para uma transformação do Fórum, de uma necrópole para um local público já no século VIII a.C. Neste vale, estende-se uma pequena planície pantanosa de pouco mais de oito hectares regularmente inundada pelo Tibre que corre nas proximidades. O pântano é alimentado pela água que flui das colinas circundantes. Parte do Fórum foi pavimentado. As primeiras descobertas nos locais do Comício e Vulcanal consistiam em oferendas votivas, e indicam que a área era dedicada à celebração de cultos religiosos.

### Reino Romano

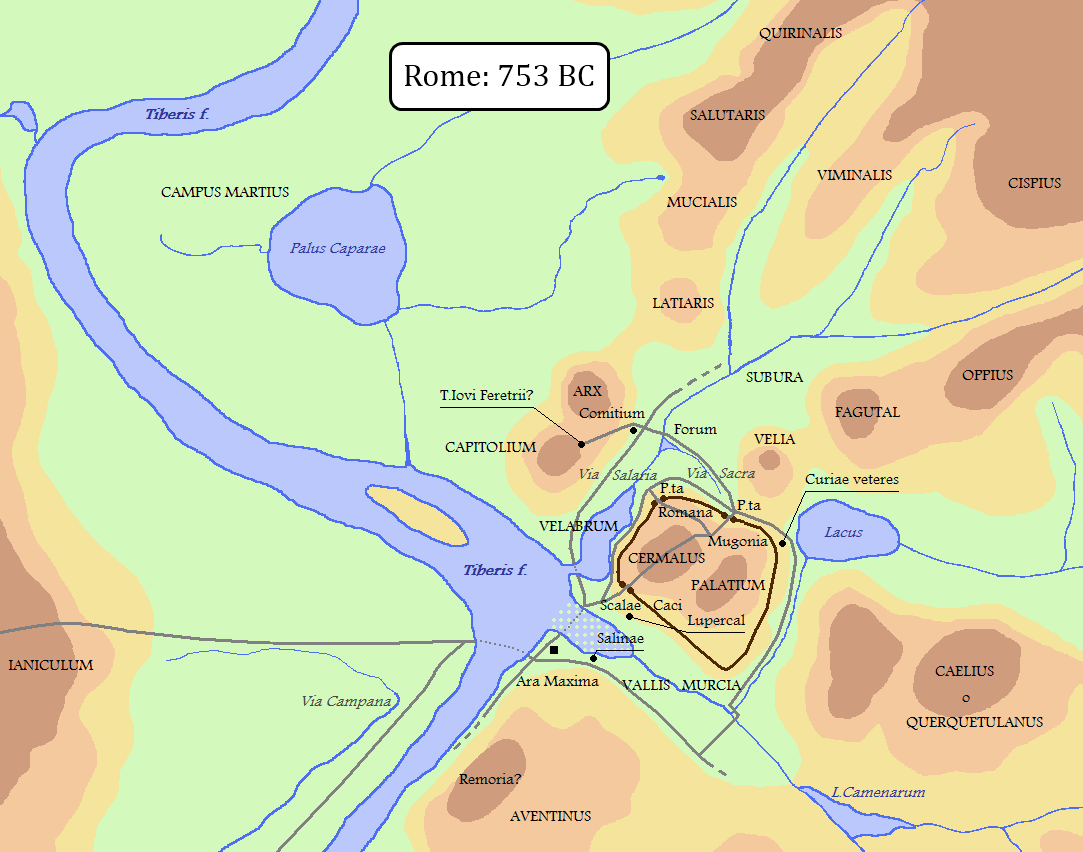
Um mapa especulativo de Roma mostrando a situação pantanosa do antigo Fórum entre Arx e Vélia

#### Tradição histórica romana
De acordo com a tradição histórica romana, os primórdios do Fórum estão relacionados à aliança entre Rômulo, o primeiro rei de Roma a controlar o Monte Palatino, e o seu rival, Tito Tácio, que ocupou o Monte Capitolino. Uma aliança formada depois de interrompida a batalha do Lago Cúrcio, pelas preces e gritos das mulheres sabinas. Como o vale ficava entre os dois assentamentos, era o local designado para o encontro dos dois povos. Dado que a área do Fórum no início incluía poças lamacentas, a área mais facilmente acessível era a parte norte do vale, designada como Comício. Foi aqui no Vulcanal que, segundo a história, as duas partes depuseram as armas e formaram uma aliança.
O Fórum ficava fora dos muros da fortaleza sabina original, onde se entrava pela Porta de Saturno. Estas muralhas foram destruídas quando as duas colinas foram unidas. A praça do fórum foi construída pela primeira vez em 616 a.C. ou pouco depois, coberta simplesmente com argila. A partir desta altura, o fórum deixa de ser uma zona periférica das aldeias (etimologicamente, fórum significa “fora”) mas passa a ser o lugar central das aldeias vizinhas. A datação arqueológica corresponde às primeiras obras de desenvolvimento em grande escala sob os Tarquínios, reis etruscos (ver também língua etrusca) de Roma, que ali se estabeleceram de -616 a -509.
Tarquínio, o Velho, mandou escavar um sistema de drenagem de águas em direção ao Tibre, a Cloaca Máxima, que permitiu secar os pântanos e limpar a zona. · .
O traçado do Vale do Fórum pressupõe que a aldeia palatina se fundiu com as comunidades estabelecidas no Capitólio e no Quirinal (os "sabinos" no Capitólio e no Quirinal e os "latinos" no Palatino. A construção de um grande templo dedicado a Júpiter no Capitólio por Tarquinius Superbus mostra que esta colina fazia de facto parte da cidade emergente de Roma. No sopé do Palatino foram construídas cabanas, depois verdadeiras casas retangulares de madeira com bases de pedra. Estas últimas seriam queimadas pelos gauleses de Breno.
A parte do fórum mais próxima do Capitólio, a parte pública, divide-se primeiro em duas secções muito distintas: a norte, ao pé do Arx, o Comício torna-se o centro político e judicial da cidade, enquanto as atividades comerciais estão concentradas no sul, no próprio fórum. Esta distinção parece evidente a partir do final do século VII a.C.. Um terceiro troço surge com a construção da Régia, perto do templo de Vesta, que constitui a zona religiosa. Mas a função principal do fórum parece comercial. Os reis etruscos estabeleceram-se no local porque permitia o controle das rotas comerciais da região. A partir desta época surgiram as lojas e o fórum tornou-se o local onde aconteciam as trocas entre as diferentes comunidades estabelecidas na altura.
À medida que os discursos políticos, os julgamentos civis e outros assuntos públicos começaram a ocupar cada vez mais espaço no Fórum, começaram a surgir fóruns adicionais por toda a cidade para expandir as necessidades específicas da população em crescendo.
Diz-se que o segundo rei de Roma, Numa Pompílio (r. 715–673 a.C.), iniciou o culto a Vesta, construindo o primeiro templo do fórum, a sua casa e templo, bem como a Régia como o primeiro palácio real da cidade. Mais tarde, Túlio Hostílio (r. 673–642 a.C.) cercou o Comício em torno do antigo templo etrusco onde o Senado se reuniria no local do conflito sabino. Diz-se que ele converteu aquele templo na Cúria Hostília, perto de onde o Senado originalmente se reunia, numa antiga cabana etrusca. Em 600 a.C., Tarquínio Prisco mandou pavimentar a área pela primeira vez.[carece de fontes?]

#### Evidência arqueológica

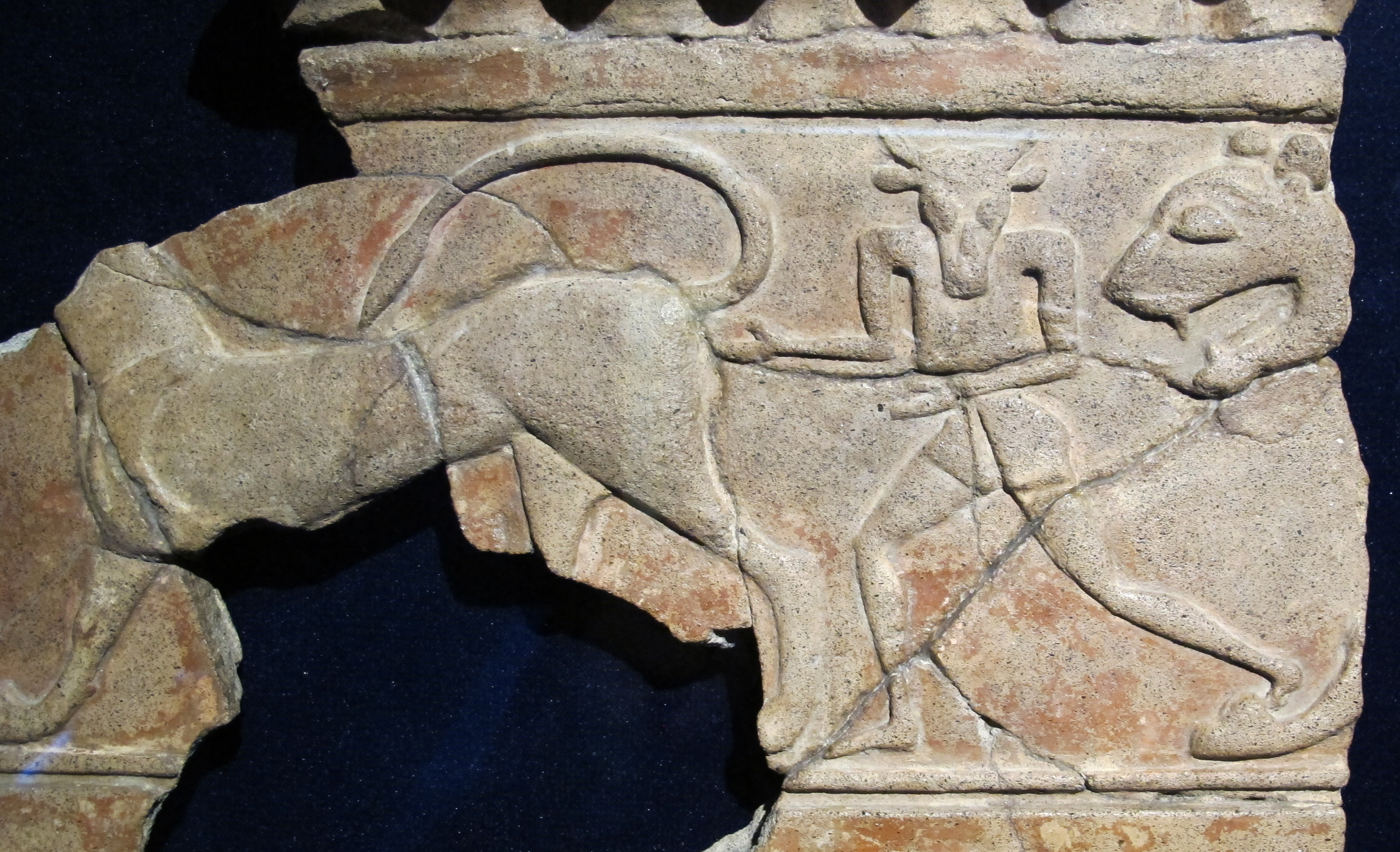
Fragmento de placa de friso de terracota da Régia no extremo leste do Fórum mostrando um minotauro e felinos, c. 600–, Antiquário Museo del Foro Romano

Originalmente um pântano baixo em zona húmida, o Fórum foi drenado no século VII a.C. com a construção das primeiras estruturas da Cloaca Máxima, um grande sistema de esgoto coberto que desaguava no Tibre, perto do Fórum Boário, à medida que mais pessoas começaram a se estabelecer entre as duas colinas. Segundo a lenda, seria o rei de Roma Tarquínio Prisco, no tempo da dominação etrusca, que o mandara construir, levado por uma necessidade urbana de uma cidade em forte expansão. Evidências arqueológicas mostram que, no final do século VII a.C., o nível do solo do Fórum foi elevado significativamente em alguns locais para superar os problemas de má drenagem e fornecer uma base para uma área pavimentada com seixos. Em meados do século VII a.C., as cabanas de palha e madeira foram demolidas no percurso da Via Sacra e começaram a ser substituídos por edifícios retangulares de pedra.
As primeiras estruturas do Fórum foram descobertas em dois locais distintos: o local do Comício e o conjunto de santuários da Régia (Casa dos reis), Casa das Vestais e Casa Publica. Por volta de 650–630 a.C., a área do Comício foi escavada numa profunda depressão em forma triangular. A área foi pavimentada com pavimento de terra batida e posteriormente substituída por um de brita mais substancial. Nas proximidades localizava-se um santuário arcaico dedicado a Vulcano conhecido como Vulcanal: um pequeno poço retangular e bacia elíptica escavado num afloramento de tufo. Foi sugerido que os primeiros materiais antigos coletados na área do Vulcanal datam da segunda metade do século VIII a.C.. Parece que os romanos tinham conhecimento das origens arcaicas dos locais: a fundação do Comício e do Vulcanal foi atribuída ao próprio Rómulo, enquanto a primeira Cúria (senado), localizada nas proximidades, a Túlio Hostílio.
No extremo oeste do Fórum, foram feitas escavações perto da Casa das Vestais e do santuário de Vesta que revelaram um importante grupo de edifícios do século VII a.C.. Os arqueólogos identificaram-nos como as primeiras fases da Regia (Casa dos reis), Casa das Vestais e Domus Publica (residência oficial do pontífice máximo). Parece ter havido um certo aumento no desenvolvimento do Fórum no último trimestre do século VII a.C., já que muitas das mudanças datam de 625 a 600 a.C.. Arqueologicamente, existem evidências substanciais do desenvolvimento do Fórum no século VI a.C.: foram encontradas partes da pavimentação e um grande número de fragmentos de decorações em terracota nesta área, o que sugere que as estruturas em torno do Fórum estavam a tornar-se mais elaboradas e altamente decoradas.

### República Romana

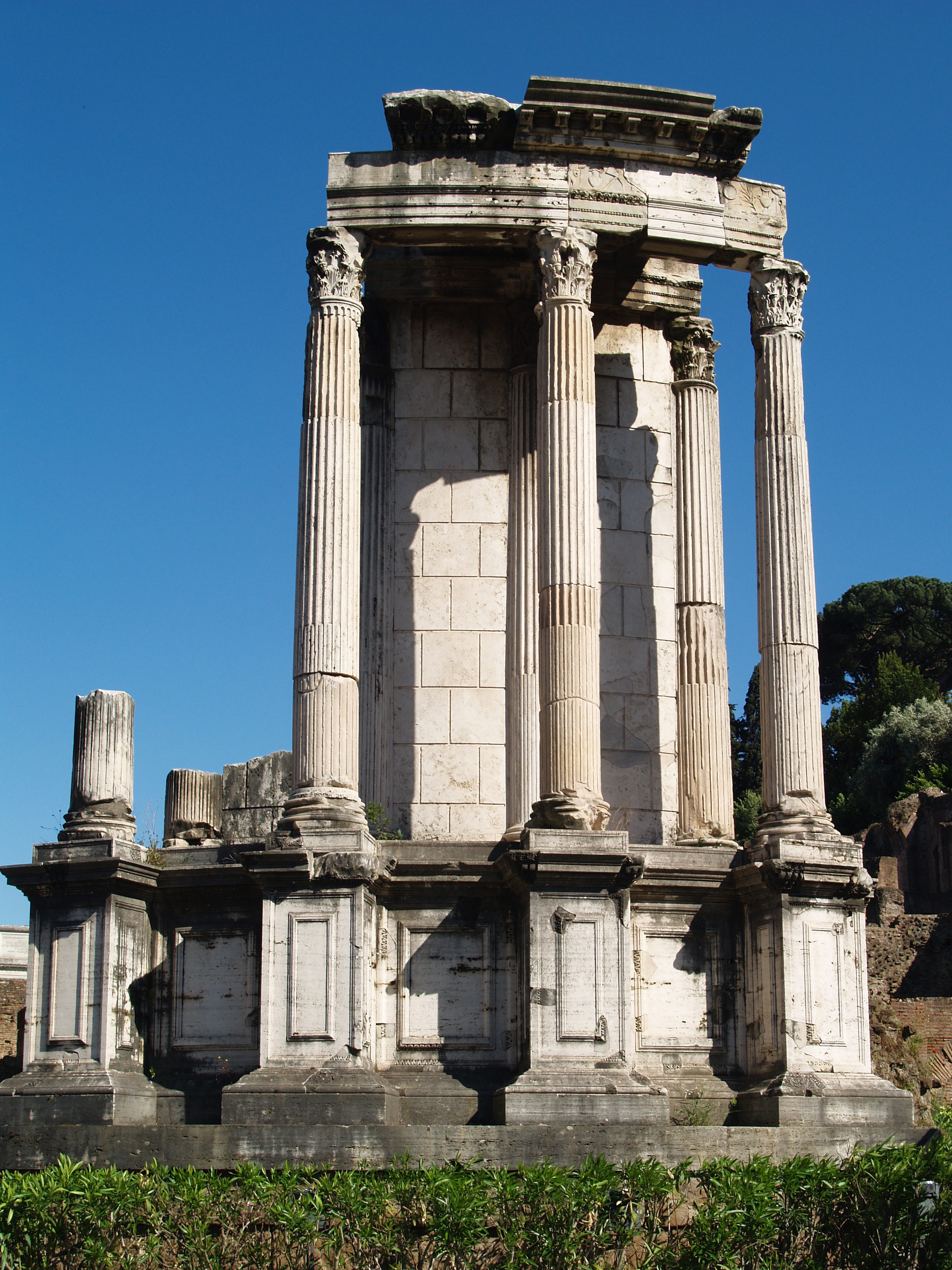
O Templo de Vesta

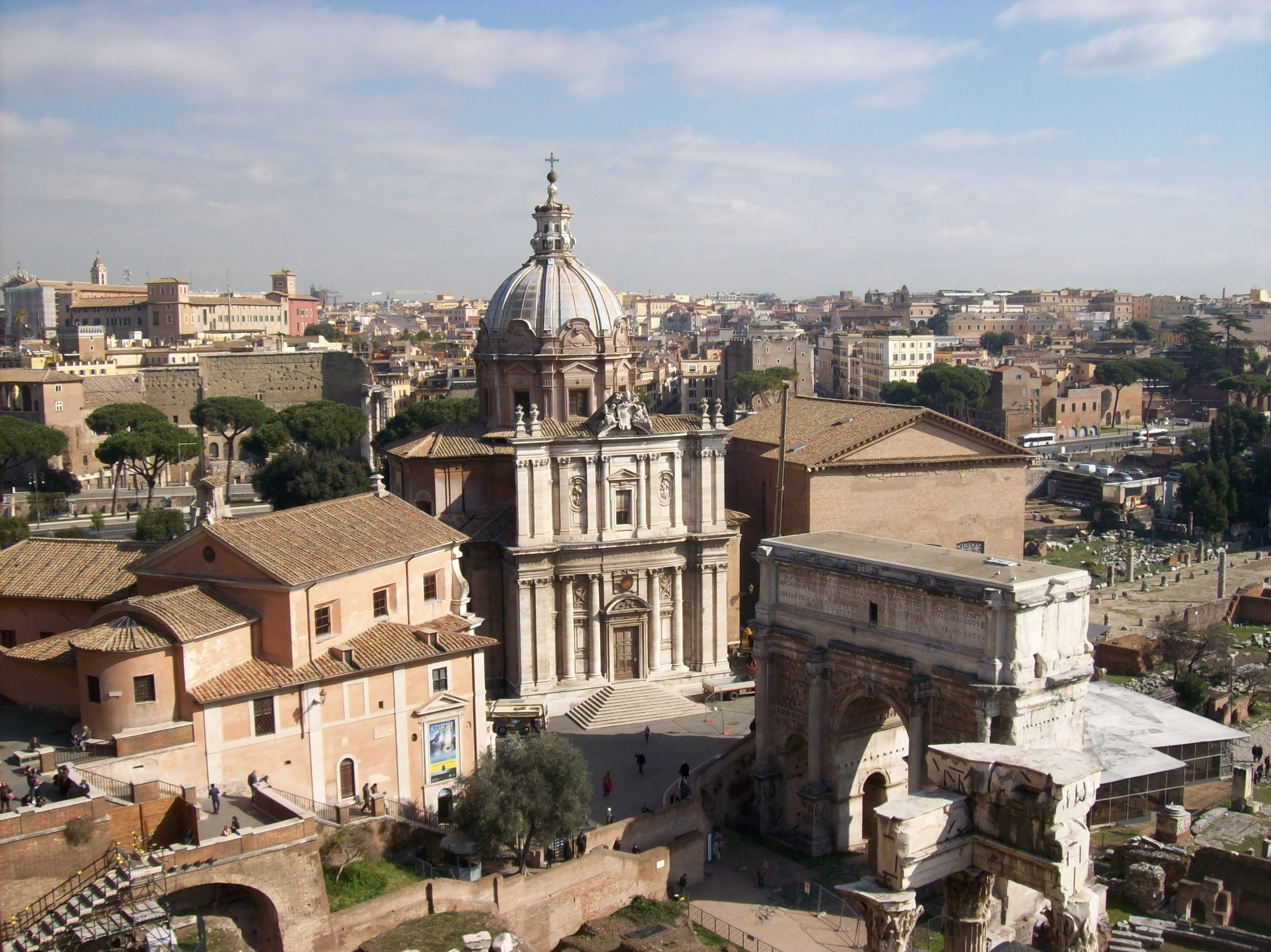
Uma vista do Fórum Romano visto a partir de uma janela do Palazzo Senatorio: ao centro a igreja de Santi Luca e Martina (ao lado dela à direita, o telhado da Cúria Júlia), no canto inferior direito o Arco de Septímio Severo

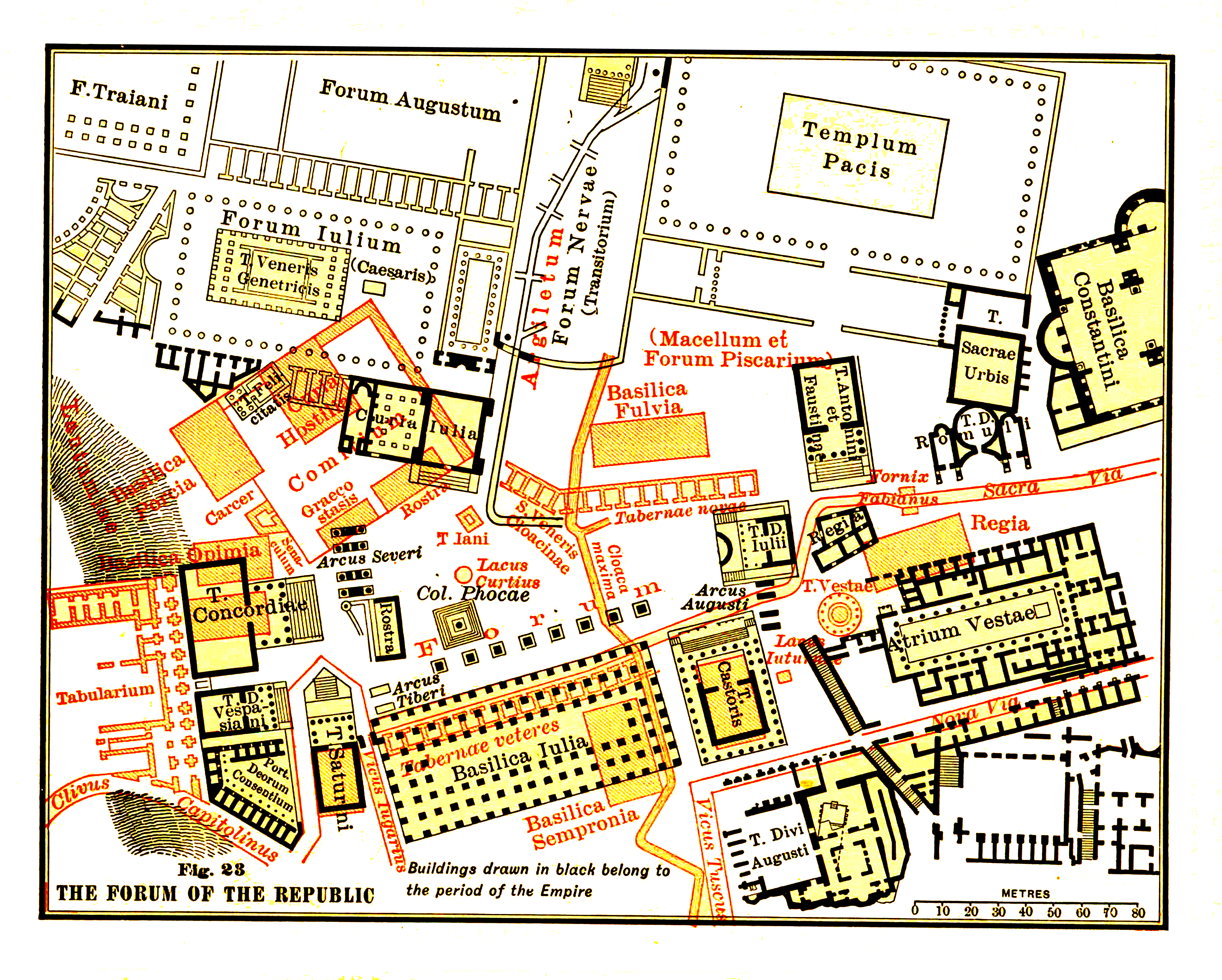
Mapa do Fórum Romano. As estruturas da Roma Republicana são mostradas em vermelho e as da Roma Imperial em preto. Da Topografia e Monumentos da Roma Antiga de Platner, 1904 (ajustado)

Durante o período republicano, o Comício continuou a ser o principal local de toda a vida judicial e política da cidade. No entanto, para criar um local de encontro mais abrangente, o Senado começou a expandir a área aberta entre o Comício e o Templo de Vesta, comprando casas privadas existentes e removendo-as para uso público. Foram construídos projectos de vários cônsules repavimentados e construídos tanto no Comício quanto na praça central adjacente que formaria o Fórum.
O século V a.C. testemunhou os primeiros templos do Fórum com datas de construção conhecidas: o Templo de Saturno (497 a.C.) e o Templo de Castor e Pólux (484 a.C.). A própria palavra forum aparece pela primeira vez, já no período republicano, a mediados do século V a.C. na Lei das XII Tábuas para se referir ao fórum de Roma como o lugar onde se realizavam os litígios e a principal área pública da cidade. O Templo da Concórdia foi acrescentado no século seguinte, possivelmente pelo soldado e estadista Marco Fúrio Camilo e simboliza o fim da lutas de classes entre patrícios e plebeus. A escolha do fórum como local para competências relativas a interesses socioeconómicos demonstra a sua crescente importância em termos políticos - começa a politização do fórum. Mencione-se ainda plataforma da Rostra dos grandes oradores - originalmente voltada para o norte, em direção à Câmara do Senado, para a assembleia de políticos e elites - colocava o orador de costas para as pessoas reunidas no Fórum. Diz-se que um tribuno conhecido como Caio Licínio (cônsul em 361 a.C.) foi o primeiro a distanciar-se da elite em direção ao Fórum, ato simbolicamente repetido dois séculos depois por Caio Graco.
Isto deu início à tradição do locus popularis, em que se esperava que até mesmo jovens nobres falassem ao povo a partir da Rostra. Graco foi, portanto, creditado (ou acusado de) perturbar o mos maiorum ("costume dos pais/ancestrais") na Roma antiga. Quando censor, em 318 a.C., Caio Mênio introduziu balcões aos prédios do bairro do Fórum, que receberam o nome de maeniana, para que os espectadores pudessem visualizar melhor os jogos realizados nas arenas temporárias de madeira ali instaladas. Os jogos podiam realizar-se sem nenhum tipo de instalação arquitectónica, porém na maior parte dos casos, eram colocadas estruturas provisórias de madeira, que, uma vez finalizado o evento eram desmontadas para não obstecularizar o ritmo rotineiro da área forense. Não se conhece a organização deste tipo de estruturas temporárias em nenhum dos fóruns, embora no caso de Roma se tenha alguns dados proporcionados principalmente pelas fontes. Os finais do século IV a.C. corresponde a uma fase de monumentalizacão do Fórum Romano, no que respeita às tabernas argentárias na qual participou um personagem de destaque da política romana, C. Mênio cônsul de 338 e censor de 318 a.C. Por um lado, a ele se deve a construção da columna Mênia, situada entre o comício e o fórum e, por outro lado, o seu mandato com censor corresponde á instalação dos maeniana no terraço das citadas tabernas. Ambas as estruturas parecem estar em relação com o desenrolar dos jogos e espectáculos do fórum, e, concretamente, a área sitiada á frente da coluna servia provavelmente de tribuna, destinada aos magistrados, em ocasião dos munera.
Os bancos da Tribuna também foram colocados no Forum Romano. Primeiro, estavam próximos ao Senado; durante o final da República Romana, depois foram colocados em frente à Basílica Pórcia.
As primeiras basílicas (grandes salões com corredores) foram introduzidas no Fórum em 184 a.C. por Marco Pórcio Catão, que assim iniciou o processo de "monumentalização" do local. A Basílica Fúlvia foi inaugurada no lado norte da praça do Fórum em 179 a.C. (foi reconstruída e renomeada diversas vezes, como Basílica Fúlvia e Emília, Basílica dos Paulos, Basílica Emília). Nove anos depois, a Basílica Semprónia foi inaugurada no lado sul.
Muitas das tradições do Comício, como as assembleias populares, os funerais de nobres e os jogos, foram transferidas para o Fórum à medida que este se desenvolvia. A alteração da comitia tributa foi especialmente notável, então foco da política popular, em 145 a.C.. Em 133 a.C., o tribuno Tibério Graco foi linchado ali por um grupo de senadores.
Na década de 80 a.C., durante a ditadura de Sula, foram realizadas grandes obras no Fórum, incluindo a elevação do nível da praça em quase um metro e a colocação de pedras permanentes de mármore. Notavelmente, este nível de pavimentação manteve-se mais ou menos intacto durante mais de um milénio: pelo menos até ao saque de Roma por Roberto Guiscardo e os seus normandos em 1084, quando a negligência finalmente permitiu que os detritos começassem cada vez mais a acumular-se inabalavelmente.
Em 78 a.C., o imenso Tabulário (Sala de Registos) foi construído no Monte Capitolino, na extremidade do Fórum, por ordem dos cônsules daquele ano, Marco Emílio Lépido e Quinto Lutácio Cátulo. Em 63 a.C., Cícero proferiu o seu famoso discurso denunciando as companhias conspiratórias de Catilina no Fórum (no Templo da Concórdia, cujo espaçoso salão era por vezes utilizado como ponto de encontro dos Senadores). Após o veredicto, eles foram condenados à morte em Tullianum, na masmorra próxima que era a única prisão estatal conhecida dos antigos romanos.
Com o tempo, o Comício perdeu-se para a Cúria cada vez maior e para os rearranjos de Júlio César antes do seu assassinato em 44 a.C. Naquele ano, dois eventos foram testemunhados pelo Fórum, talvez os mais famosos que aconteceram: a oração fúnebre de Marco Antônio para César (imortalizada na famosa peça de Shakespeare ) foi proferida na plataforma do orador parcialmente concluída, conhecida como Nova Rostra. e a queima pública do corpo de César ocorreu num local diretamente em frente à Rostra, em torno do qual o Templo ao César Deificado foi posteriormente construído pelo seu sobrinho-neto Otávio (Augusto). Quase dois anos depois, Marco Antônio aumentou a notoriedade da Rostra ao exibir ali publicamente a cabeça decepada e a mão direita do seu inimigo Cícero.

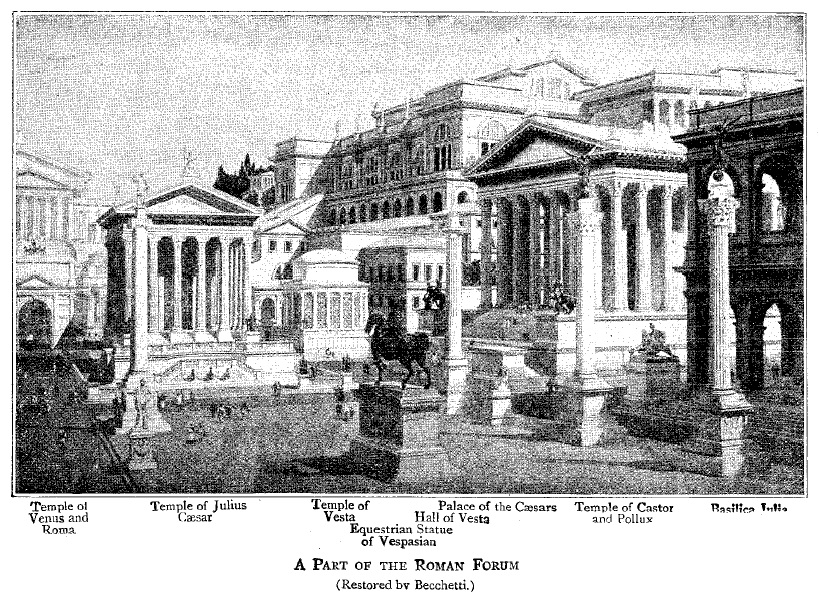
Reconstituição da parte oriental do fórum com os palácios do Monte Palatino ao fundo

No final da República, o vasto Império Romano estendia-se da Gália à Síria e o antigo fórum republicano já não podia desempenhar o papel de único centro político e económico de Roma. Em resposta a esta necessidade de espaço, Júlio César, que apresentou o seu projecto como uma ampliação do antigo fórum, empreendeu de facto a construção de um novo fórum, tentando organizar o fórum introduzindo uma ordem no layout perceptível através do arranjo dos diferentes edifícios. Reconstruiu a Cúria que cobriu a lacuna que representava o Comício no prolongamento da basílica Emília que restaurou. Em frente, a basílica de Semprónia foi reconstruída e passou a ser a basílica Júlia. O seu assassinato em 44 a.C. põe fim a essas modificações topográficas.

### Império Romano

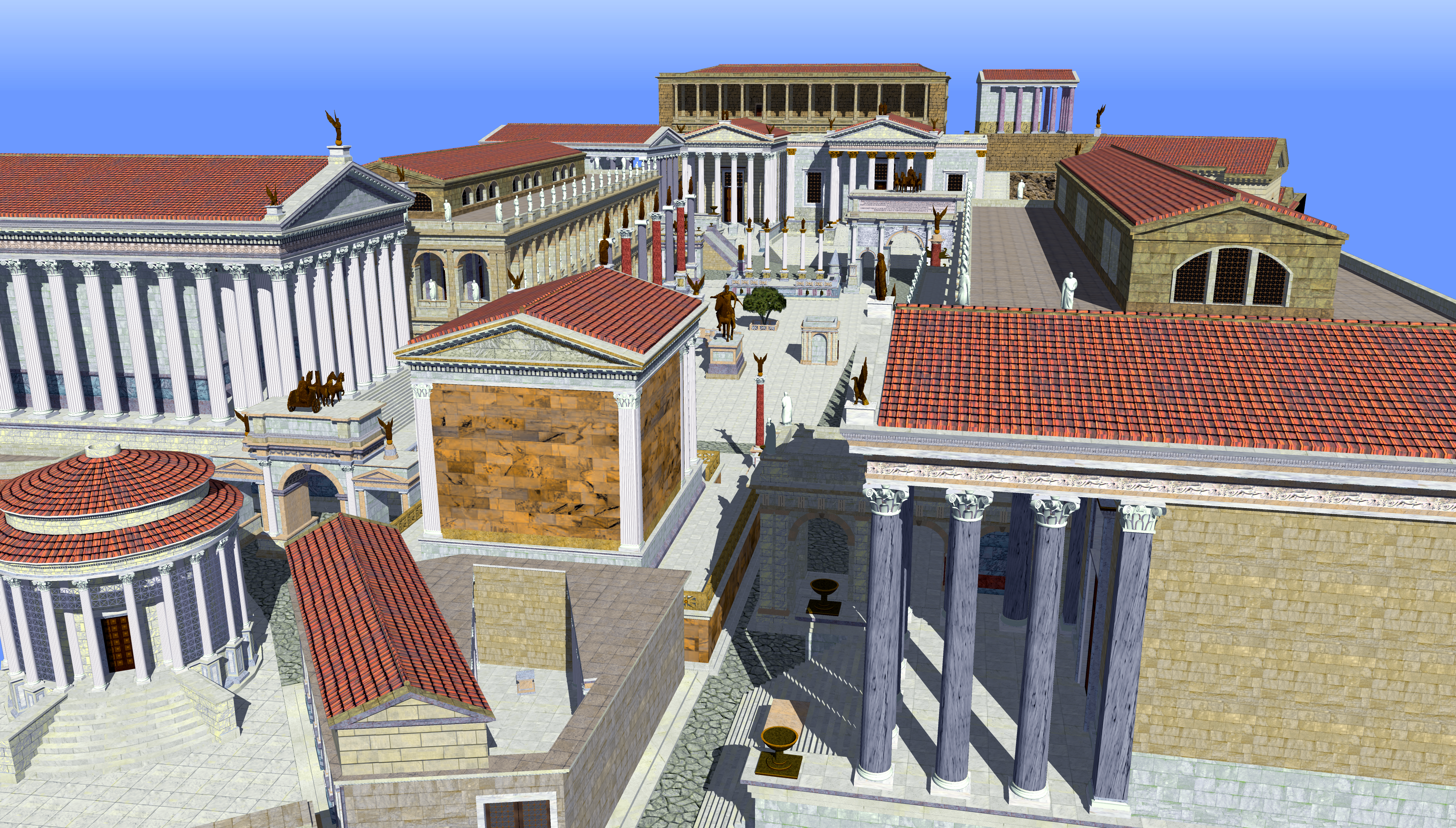
Representação do Fórum Romano como possivelmente parecia durante o final do Império

Após a morte de Júlio César e o fim da guerra civil subsequente, Augusto terminou o trabalho do seu tio-avô, dando ao Fórum a sua forma final. Isso incluiu a extremidade sudeste da praça onde construiu o Templo de César e o Arco de Augusto (ambos em 29 a.C.). O Templo de César foi colocado entre a pira funerária de César e a Régia. A localização do Templo e a reconstrução das estruturas adjacentes proporcionaram uma maior organização semelhante ao Fórum de César. Em ambos os lados do templo erguem-se arcos triunfais que servem de entradas monumentais para quem acede ao fórum pela Via Sacra ou pelo Vico de Vesta. O fórum adota então a sua forma final, a de um quadrilátero fechado nos quatro lados, rodeado em dois lados por pórticos (os das basílicas Júlia e Emília) e fechado nos outros dois por um templo. O pavimento recentemente colocado acabou com os sistemas de corredores cesarianos do século I a.C.: os jogos já não se realizavam no fórum. Para fazer valer a almejada dignidade da praça, Augusto chegou a instruir os edis a não tolerarem mais no fórum ou nas suas imediações quem não estivesse vestido com a toga. A reivindicação representativa do novo design quadrilátero não devia ser degradada pelas roupas do quotidiano. O Fórum também testemunhou o assassinato de um imperador romano em 69 d.C.: Galba que tinha saído do palácio para se encontrar com os rebeldes, mas estava tão fraco que teve de ser carregado numa liteira, depois foi imediatamente recebido por uma tropa da cavalaria do seu rival Otão, perto do Lago Cúrcio no Fórum, onde foi morto.
Durante estes primeiros tempos imperiais, muitos negócios económicos e judiciais foram transferidos do Fórum para estruturas maiores e mais extravagantes no lado norte. Após a construção do Fórum de Trajano (110), essas atividades foram transferidas para a Basílica Úlpia.

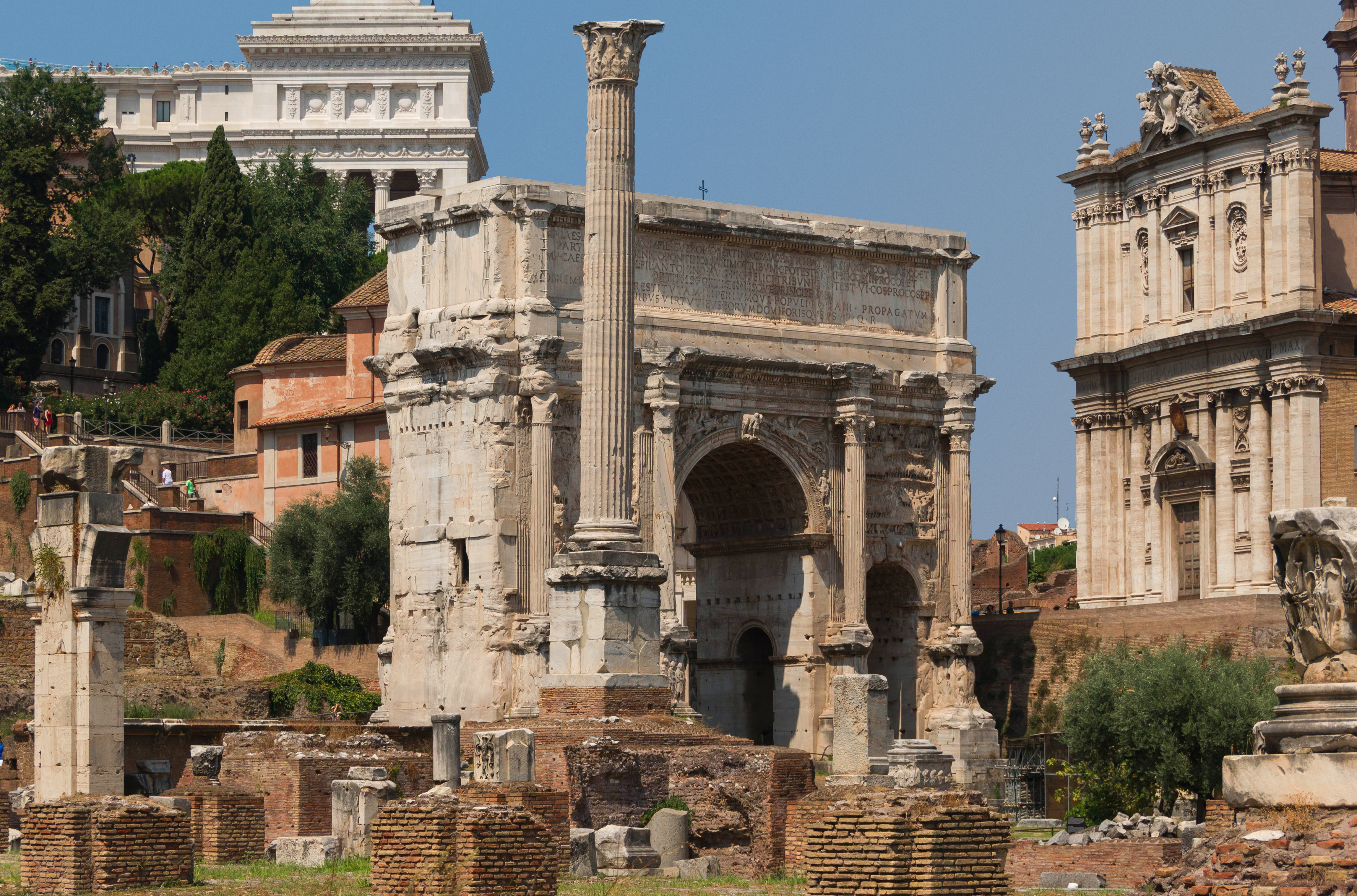
O Arco de Sétimo Severo

O Arco de mármore branco de Sétimo Severo foi introduzido na extremidade noroeste do Fórum, perto do sopé do Monte Capitolino e adjacente ao antigo e desaparecido Comício. Dedicava-se, em 203 a.C., a comemorar as vitórias partas do imperador Septímio Severo e os seus dois filhos contra Pescênio Níger e actualmente é um dos marcos mais visíveis. O arco fechava a área central do Fórum. Além do Arco de Augusto, também construído após uma vitória romana contra os partos, é o único arco triunfal do Fórum. O imperador Diocleciano (r. 284–305) foi o último dos grandes construtores da infraestruturas da cidade de Roma e não omitiu o Fórum do seu planeamento. Na sua época, estava altamente abarrotado de memoriais honoríficos. Diocleciano renovou-o e reorganizou-o, construindo novamente o Templo de Saturno, o Templo de Vesta e a Cúria Júlia. Este último representa o edifício tetrárquico mais bem preservado de Roma. Também reconstruiu a rostra em cada extremidade do Fórum e acrescentou colunas. O Templo de Saturno, localizado a oeste do Fórum, abaixo do Monte Capitolino, tem uma longa história. Nos primórdios da sua construção provavelmente existia um altar, já dedicado a Saturno (deus da agricultura) 498 a.C. O templo foi então inaugurado no século I a.C.. Após um incêndio, foi destruído em 42 a.C.. Foi reconstruído no século I a.C., os vestígios hoje visíveis provêm de uma renovação no ano 283. Neste templo foram afixados os editais (Acta Diurna) e nele foi guardado o erário, tesouro do estado romano.
O reinado de Constantino presenciou a conclusão da construção da Basílica de Maxêncio (312), a última expansão significativa do complexo do Fórum. Isto restauraria grande parte do foco político do Fórum até à queda do Império Romano do Ocidente, quase dois séculos depois. Depois o advento do Império, o fórum perdeu a sua função política, tornando-se cada vez mais fracos os poderes do Senado. O centro político de Roma mudou-se então do fórum para o Palatino onde os imperadores construíram um vasto complexo palaciano. Apesar de tudo, o fórum não é negligenciado, e com o tempo fica repleto de monumentos honorários. A Coluna de Focas é tradicionalmente considerada o último monumento erguido no fórum.

### Período Medieval

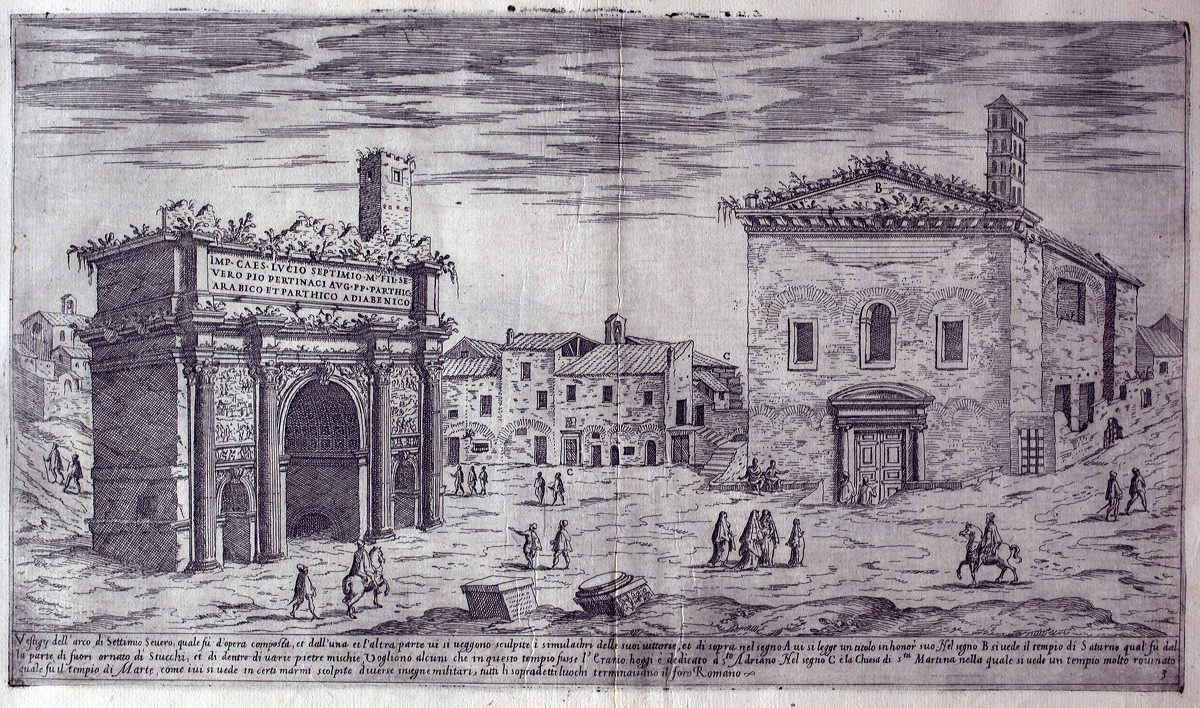
Vestígios do Arco de Septímio Severo. Gravura de 1575 de Étienne Dupérac

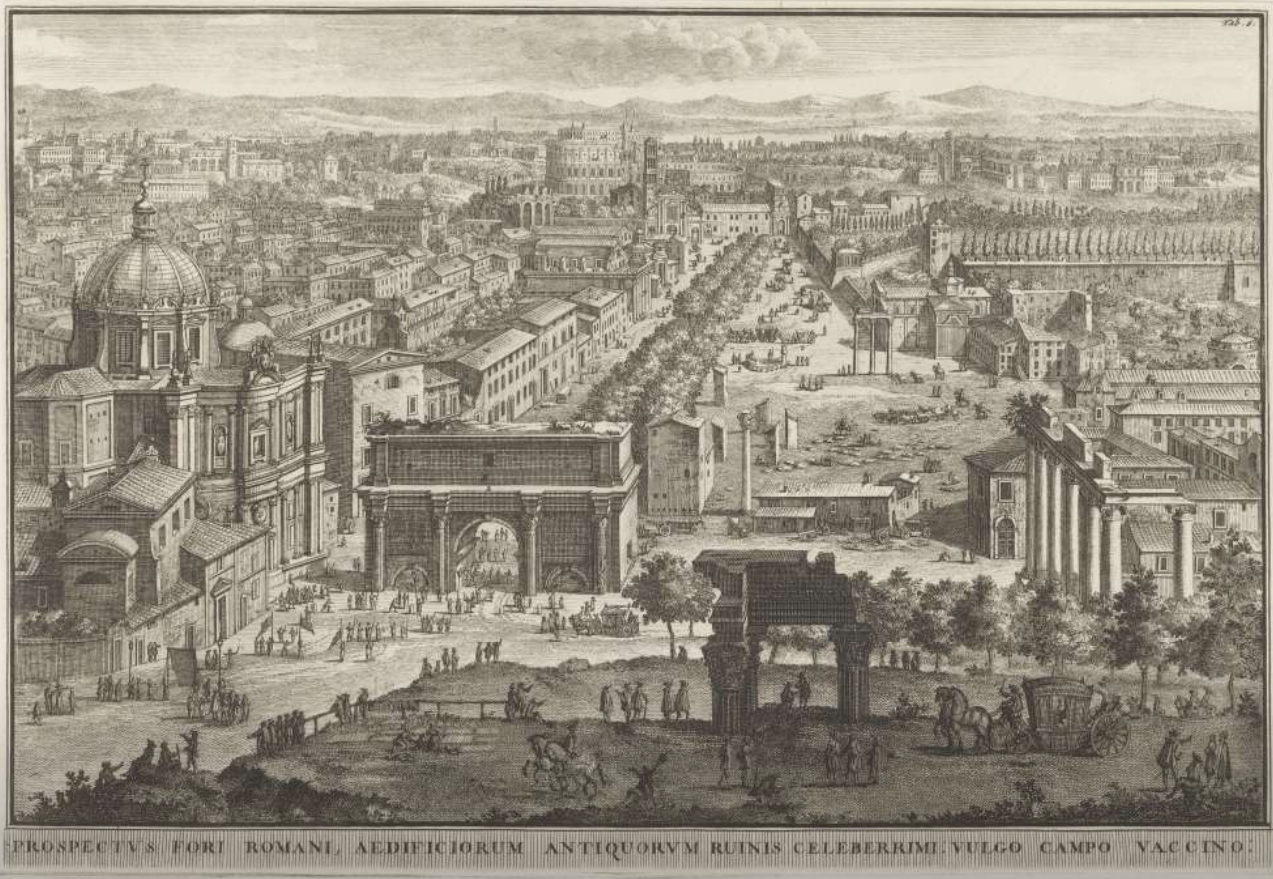
Vista do Fórum Romano de 1729 por Jacobus Baptist. Rijksmuseum em Amesterdão

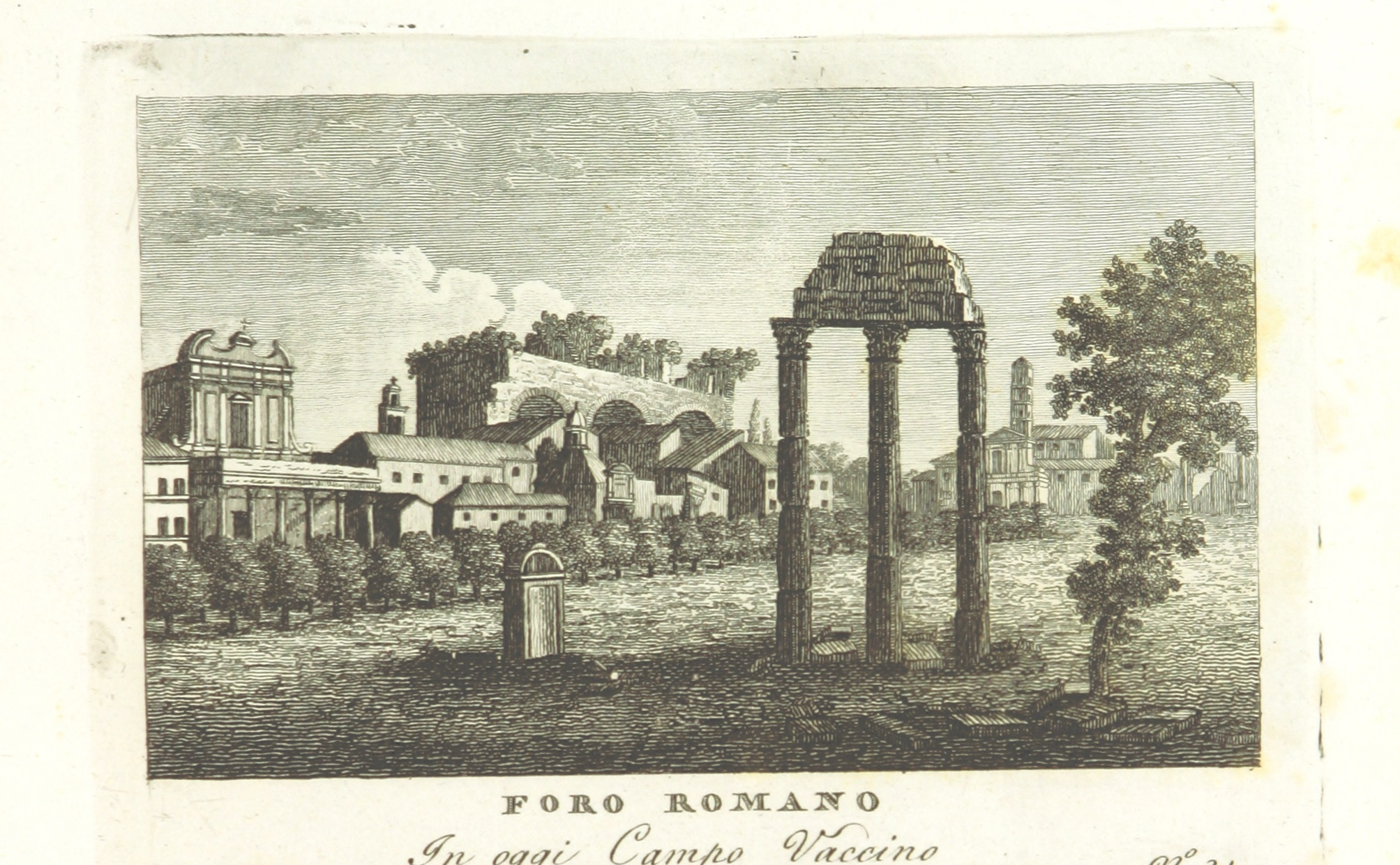
O Campo Vaccino numa publicação de 1820

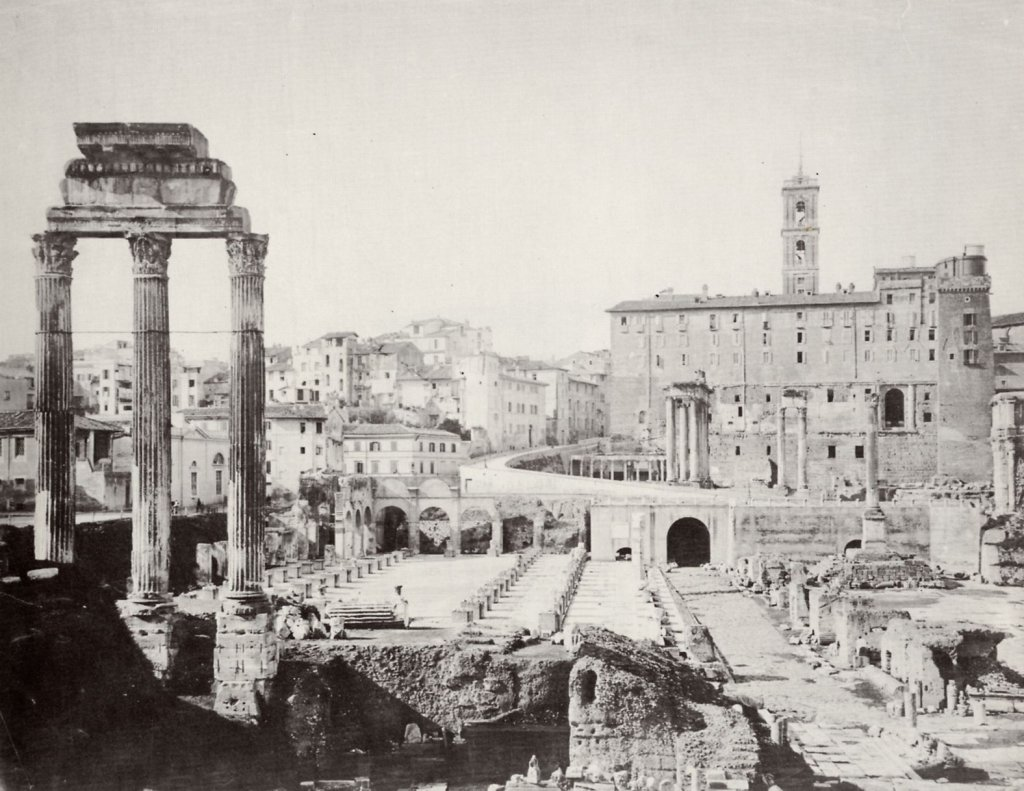
O Fórum Romano em 1880

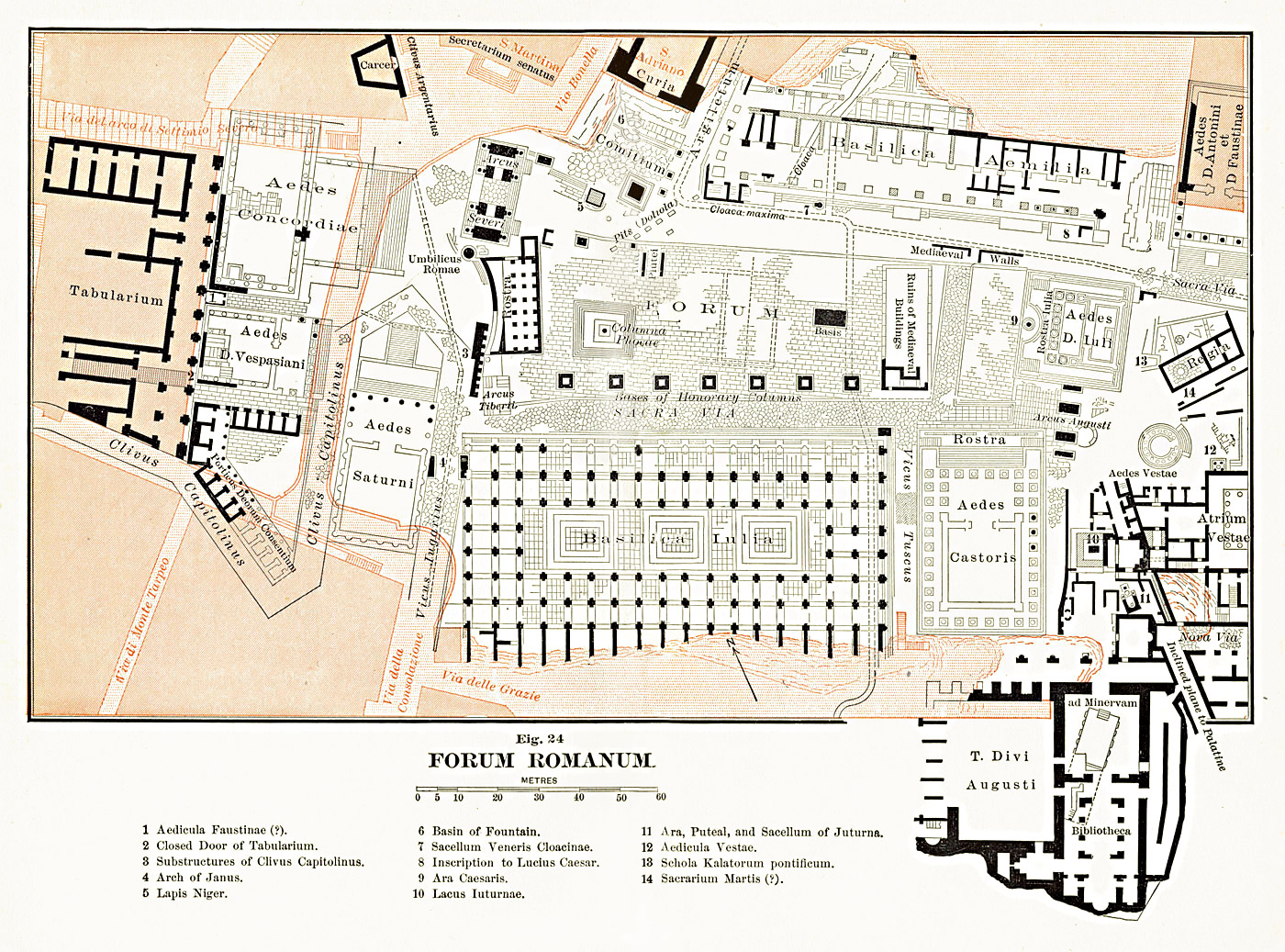
Planta do Fórum Romano de 1904

No século V a fachada da Rostra foi ampliada para nordeste (em direção à Casa do Senado onde se reuniam ali os políticos e elites): a parte nova foi construída com tijolo bruto, e esta também foi decorada com rostro (aríete existente nos navios de guerra da época), preenchendo alguns buracos ainda observáveis. Uma epígrafe,CIL VI, 32005 de uma única linha, relata a construção pelo prefeito urbano, Giúnio Valentino, sob os imperadores Leão I e Procópio Antémio (cerca de 470), por ocasião de uma vitória naval contra os Vândalos, de onde a estrutura leva o nome Rostra vândala.
O Fórum foi acompanhando o destino da cidade, que perdera a sua antiga importância; muito do que chegou até aos dias de hoje deve-se ao reaproveitamento que os cristãos fizeram de antigas construções pagãs, como é o caso da Basílica dos Santos Cosme e Damião, a igreja mais antiga do Fórum.
O último monumento erigido no Fórum data de 608: é a Coluna de Focas, colocada por ordem do Senado Romano com o objetivo de homenagear o imperador Focas, e em 630 a construção da Igreja de Santo Adriano construída no edifício da Cúria Júlia. O imperador Constante II, que visitou a cidade em 663, retirou os telhados de chumbo dos edifícios monumentais, expondo as estruturas ao clima e acelerando a sua deterioração. No século VIII, todo o espaço estava rodeado por igrejas cristãs que substituíram templos abandonados e em ruínas. Um Itinerário anônimo de Einsiedeln do século VIII relata que o Fórum já estava desfazer-se em pedaços naquela época. Durante a Idade Média, embora a memória do Fórum Romano persistisse, os seus monumentos estavam em sua maioria enterrados sob os escombros, e a sua localização foi então designada como "Campo Vaccino" ou "campo do gado", localizado entre o Monte Capitolino e o Coliseu. O fórum, subterrado em grande parte da sua extensão, servia de pasto para animais domésticos e de terra arável.
O último comício do Fórum de que temos notícia foi registado em 768 em frente à igreja do Santo Adriano e contou com a presença do pontificado Papa Estêvão III.
O desmoronamento geral do Fórum continuou nos séculos seguintes, devido ao abandono e inutilização, bem como à reutilização de materiais para a construção de edifícios religiosos. Após o século VIII, as estruturas do Fórum foram desmontadas, reorganizadas e usadas para construir torres e castelos na área local. Por volta de meados do século XII, o fórum era quase intransitável, como se descreve num texto que trata das procissões e dos seus itinerários. No século XIII, essas estruturas reorganizadas foram demolidas e o local tornou-se um depósito de lixo. Isso, junto com os destroços dos edifícios medievais desmontados e das estruturas antigas, contribuiu para a elevação do nível do solo.
Também neste período cabe referir o primeiro esboço do Mirabilia Urbis Romae, uma espécie de guia do peregrino, que apesar das muitas invenções, durante pelo menos três séculos representou a principal fonte escrita para a reconstrução da topografia da cidade e do Fórum. O retorno do Papa Urbano V de Avignon em 1367 levou a um interesse crescente em monumentos antigos, em parte pelas suas lições morais e também como uma oportunidade para novas construções que estavam a ser construídas em Roma após um longo período.

### Renascimento
O Fórum Romano sofreu algumas das suas maiores espoliações durante o Renascimento italiano, particularmente na década entre 1540 e 1550, quando o Papa Paulo III explorou intensamente o sitio em busca de material para construir a nova Basílica de São Pedro. Alguns anos antes, em 1536, o Sacro Imperador Romano Carlos V edificou um triunfo em Roma após regressar da Conquista de Túnis no Norte de África. Com o intuito de preparar o Fórum para a procissão destinada a simular a pompa do antigo triunfo romano, as autoridades papais empreenderam demolições abrangentes das muitas estruturas medievais no local, para revelar e melhor exibir os monumentos antigos. Isto exigiu a limpeza de cerca de 200 casas e de várias igrejas, a escavação de uma nova "Via Sacra" para passar sob os arcos de Tito e Septímio Severo, e a escavação dos monumentos mais proeminentes para expor os seus alicerces.
Em 1425, o Papa Martinho V emitiu uma bula papal inaugurando uma campanha de melhoramento cívico e reconstrução da cidade, que se encontrava despovoada e dominada por ruínas. Consequentemente, a procura de materiais de construção aumentou significativamente, tornando o Fórum uma conveniente pedreira para extrair pedra e mármore.
Desde o século XII, quando o governo cívico de Roma foi formado, a responsabilidade pela protecção das ruínas do fórum recaiu sobre o maestri di strade sob a autoridade dos Conservadores, os magistrados seniores de Roma. Historicamente, os maestri e os Conservatori viam-se como guardiões do antigo legado de Roma e protegiam zelosamente as ruínas do Fórum de mais destruições, mas no século XV o papado invadiu gradualmente estas prerrogativas. A Bula de 1425 fortaleceu os poderes dos "maestri" na proteção das ruínas, mas ao conferir autoridade papal, o Vaticano colocou os "maestri" essencialmente sob o seu controlo e afastou-os da independência dos Conservadores.
No século XV, o Vaticano intensificou os despachos para licenças de escavação, que davam ampla permissão aos particulares para explorarem locais ou estruturas específicas em busca de pedra. Em 1452, a capacidade dos maestri de emitirem as suas próprias licenças de escavação foi revogada pela Bula do Papa Nicolau V, que absorveu esse poder no Vaticano. A partir de então, apenas duas autoridades em Roma tinham o poder de emitir tais licenças: o Vaticano e os Conservadores. Esta dupla e sobreposta autoridade foi reconhecida em 1462 por uma Bula do Papa Pio II.
No contexto destas disputas de jurisdição, as ruínas do fórum foram cada vez mais exploradas e devastadas. Em 1426, uma licença papal autorizou a destruição dos alicerces de uma estrutura chamada "Templum Canapare" para queima e transformação em cal, desde que metade da pedra extraída fosse partilhada com a Câmara Apostólica (o tesouro papal). Esta estrutura foi identificada por Rodolfo Lanciani como a Basílica Júlia, mas o nome poderia ter sido aplicado a qualquer estrutura na secção oeste do Fórum, muitas vezes chamada de Canapare ou Cannapara. Entre 1431 e 1462, o enorme muro de travertino entre a Câmara do Senado e o Fórum de César adjacente ao Fórum Romano foi demolido por uma concessão do Papa Eugénio IV, seguida da demolição do Templum Sacrae Urbis (1461-1462), do Templo de Vénus e Roma (1450) e da Casa das Vestais (1499), todos por licença papal. A pior destruição do fórum ocorreu sob Paulo III, que em 1540 revogou licenças de escavação anteriores e colocou o fórum exclusivamente sob o controlo dos deputados da construção da nova Basílica de São Pedro, que exploraram o sítio pela pedra e pelo mármore. Os monumentos que foram vítimas de desmantelamento e subsequente queima dos seus materiais para cal incluíram os restos do Arco de Augusto, o Templo de César, partes do Templo de Antonino e Faustina, o Templo de Vesta, os degraus e a fundação do Templo de Castor e Pólux, e a Régia. Os conservadores protestaram veementemente contra a ruína da sua herança, como assim o encararam, e numa ocasião solicitaram infrutíferamente ao Papa Gregório XIII (1572-1585) a revogação de todas as licenças para recolha dos materiais, incluindo uma licença concedida à fábbrica de São Pedro no fórum.

## Planimetria

O Fórum Romano. Novembro 2018

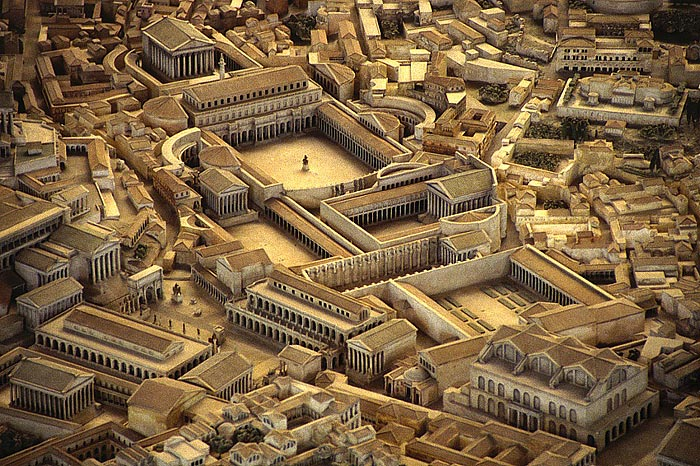
Maquete do Fórum Romano em seu auge (embaixo a esquerda). Adjacente a ele foram construídos os grandes fóruns imperiais nos primeiros anos do império

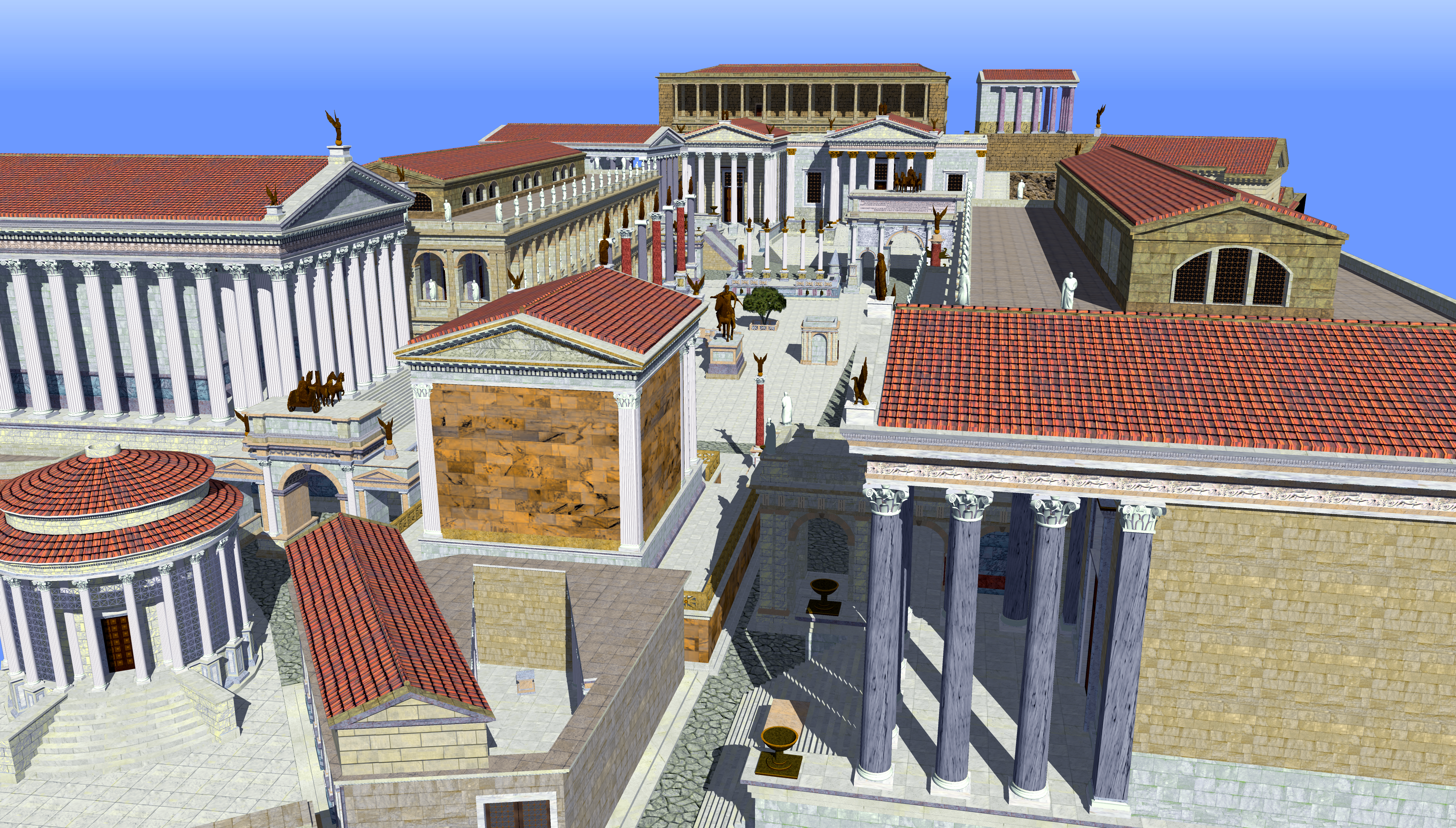
O Fórum Romano em 3D

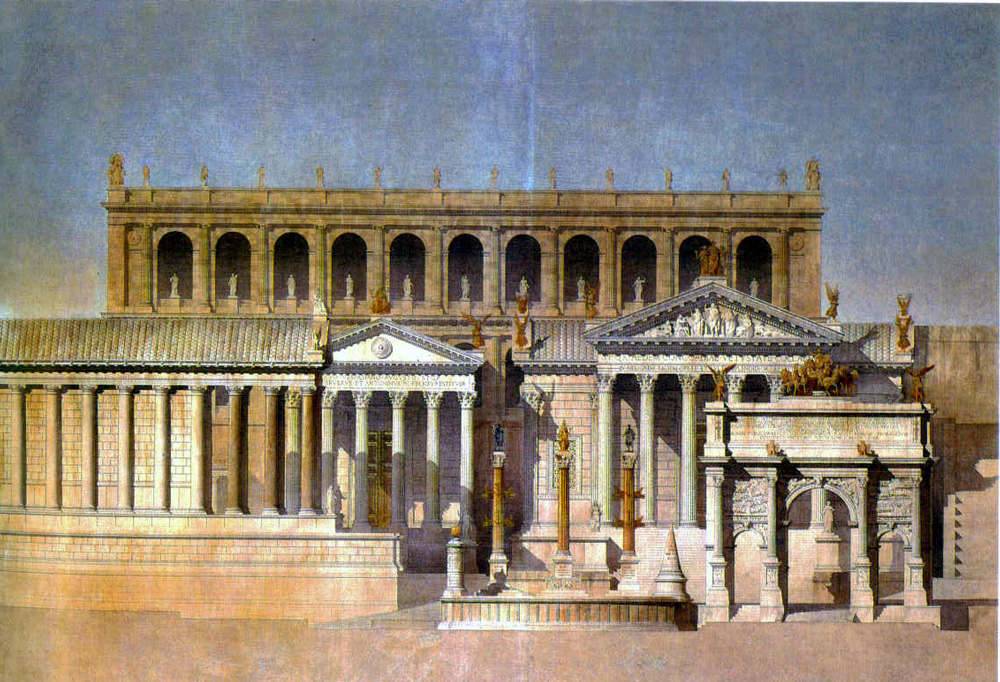
Templo de Castor e Pólux

## Estruturas dentro do Fórum
Atualmente é famoso pelos remanescentes, que demonstram claramente o uso de espaços urbanos durante a Idade Romana. O Fórum Romano inclui os seguintes principais monumentos, edifícios e outras ruínas antigas:
Templos
- Templo de Castor e Pólux
- Templo de Rômulo
- Templo de Saturno
- Templo de Vesta
- Templo de Vênus e Roma
- Templo de Antonino e Faustina
- Templo de César
- Templo de Vespasiano e Tito
- Templo da Concórdia
- Santuário de Vênus Cloacina

Basílicas
- Basílica Emília
- Basílica Júlia
- Basílica de Constantino e Maxêncio

Arcos
- Arco de Septímio Severo
- Arco de Tito
- Arco de Tibério
- Arco de Augusto (29 a.C.) / Arco de Augusto (19 a.C.)

Outros
- Régia
- Rostra, onde os políticos discursavam aos cidadãos romanos.
- Cúria Hostília mais tarde reconstruída como a Cúria Júlia, a sede do Senado Romano.
- Tabulário
- Umbilicus Urbi
- Lápis Níger, um santuário também conhecido como a Pedra Negra.

Um caminho de procissão, a Via Sacra, cruza-o ligando-o com o Coliseu. Até ao fim do Império, ele perdeu o seu uso diário que permanece como um local sagrado.
O último monumento construído dentro do Fórum é a Coluna de Focas.

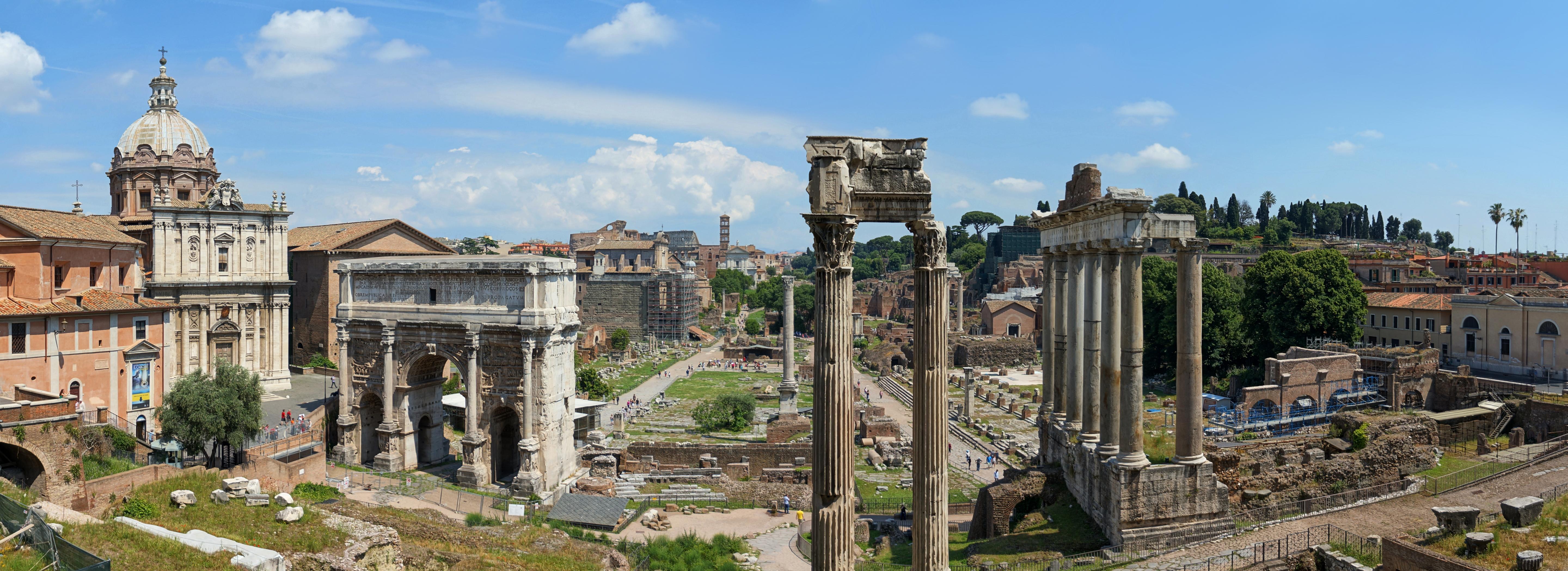
Panorama das ruínas do Fórum Romano.

### Edifícios religiosos
O Templo de Saturno foi um dos edifícios mais importantes do Fórum Romano. Pouco se sabe sobre quando o templo foi construído, pois acredita-se que o templo original tenha sido queimado pelos gauleses no início do século IV a.C.. Acredita-se que tenha sido reconstruído por Munácio Planco em 42 a.C. As oito colunas restantes são tudo o que resta do ilustre templo. Apesar de a sua data exata de conclusão não ser conhecida, destaca-se como um dos edifícios mais antigos do Fórum. O templo original terá sido construído em adoração ao deus Júpiter, mas foi substituído por Saturno; os historiadores não sabem ao certo o porquê. O edifício não era utilizado apenas para práticas religiosas; o templo também funcionava como um banco para a sociedade romana.
O Templo ficava no fórum junto com outros quatro templos, os templos da Concórdia, Vesta, Castor e Pólux. Em cada templo, eram realizados sacrifícios de animais e rituais em frente aos locais religiosos. Esses atos tinham como objetivo proporcionar boa sorte àqueles que entravam e usavam o templo. Como o Templo de Saturno também funcionava como um banco, e como Saturno era o deus da Idade de Ouro, sacrifícios eram feitos lá na esperança de sucesso financeiro.
Dentro do Templo, havia vários cofres para o público e privados. Havia também seções do Templo para eventos de discursos públicos e festas que normalmente se seguiam aos sacrifícios. Segundo Plínio, o Velho, o santuário da Vênus Cloacina, que remonta à fundação de Roma, era usado para cerimónias de purificação do Estado e teria tido essa função após o fim da disputa pelo estupro das mulheres sabinas - meados do século VIII a.C.). Segundo uma imagem de moeda preservada, o santuário a sul da Basílica Emília não era coberto e consistia apenas na parede envolvente e em duas imagens de culto. Apenas a fundação foi preservada.

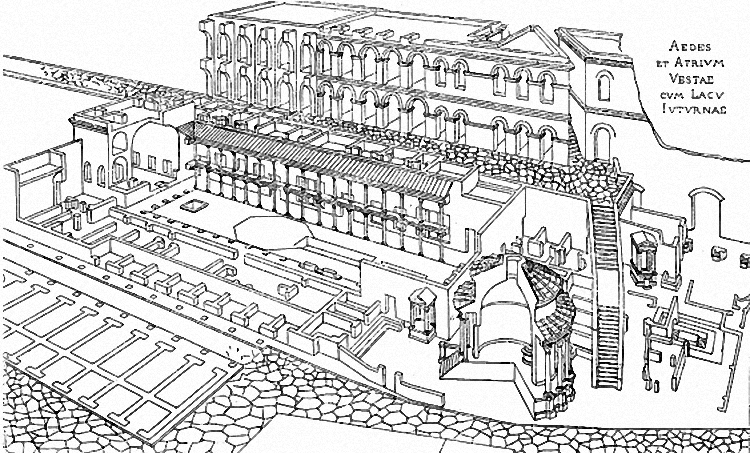
Reconstrução do Atrium Vestae por Christian Hülsen (1905)

O Templo de Jano, que também data da fundação da cidade, foi dedicado ao deus de duas caras Janus. Na verdade consistia num arco duplo sobre o Argiletum, a rua entre a Basílica Emília e a Cúria. As portas do Templo de Jano eram abertas quando Roma estava em guerra e fechadas quando não havia guerra em nenhuma parte do império. Nada resta hoje. Lapis Niger (em latim: "Pedra Negra") refere-se a uma área quadrada feita de mármore preto onde, segundo a lenda, Rómulo foi assassinado pelos senadores por abuso de poder. Durante as escavações abaixo de Lapis Niger, localizado entre a Curia Júlia e o Arco de Septímio Severo, foi descoberto um antigo santuário romano de Vulcano.
Localizado ao sul do arco de Sétimo Severo, o Vulcanal, altar do deus do fogo Vulcano, é um dos santuários mais antigos do fórum, supostamente fundado pelo rei sabino Tito Tácio. O Umbilicus Urbis, localizado nas imediações, era considerado o centro do Império Romano e, portanto, do mundo. Também era considerado um lugar onde os mundos superior e inferior se tocavam, de modo que aqui eram feitos sacrifícios. Para além da utilidade pretendida como santuário tinha também pendor político. O Pórtico dos Deuses Harmoniosos, localizado acima do Templo de Saturno e provavelmente reconstruído pela última vez em 367. O Pórtico continha dois andares distintos. O andar inferior foi construído pelo Imperador Tito ao lado do Templo de Vespasiano. Este andar inferior continha 7 salas no nível térreo, que são assumidas pelos estudiosos modernos como fachadas de lojas. Com a conclusão do Templo de Vespasiano, o acesso público ao Tabulário através do Fórum foi bloqueado. Como resultado, Domiciano construiu um segundo nível do pórtico composto por oito salas, uma das quais continha uma escada que permitia o acesso do fórum ao Tabulário. Presume-se que essas oito salas no segundo nível tenham sido escritórios de escrivães. Mais tarde, Adriano acrescentou ao pórtico uma colunata de 13 pilares. Entre cada um desses pilares, acredita-se que havia uma estátua de bronze de cada um dos Dii Consentes (seis deuses e seis deusas cada), com vista para o Fórum Romano. A proximidade das estruturas ao Templo de Saturno (então uma casa da moeda) e ao Tabulário (um escritório de manutenção de registros) demonstra a importância dos Dii Consentes no monitoramento de irregularidades financeiras e administrativas do Império Romano.

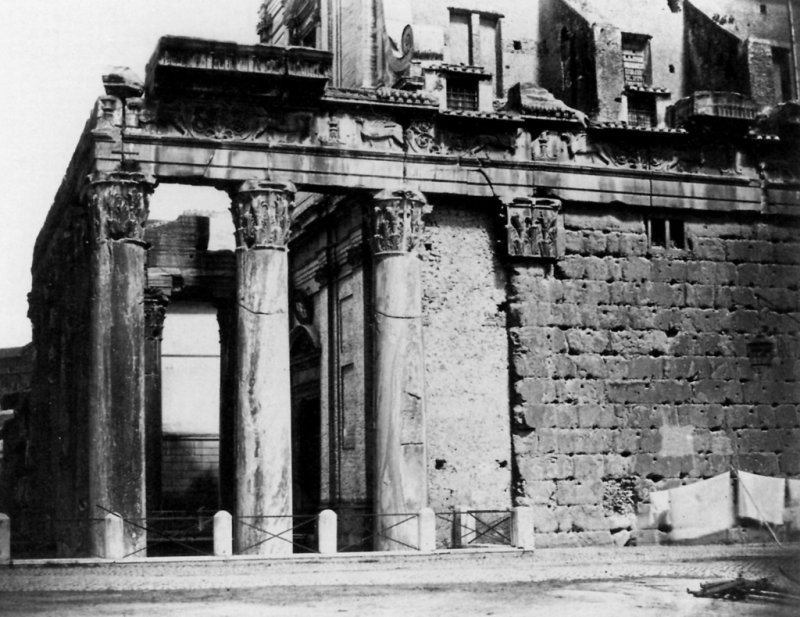
Templo de Antónino Pio e Faustina, cerca de 1860

O Templo da Concórdia fica no extremo oeste do fórum e foi dedicado à deusa romana da harmonia conjugal, Concórdia. Acredita-se que foi construído no final das guerras civis em 367 a.C.. Poderá ter sido reprojectada no século I a.C., mas esta  primeira construção provavelmente nunca foi executada. O Templo da Concórdia foi redesenhado em torno da virada do século por Tibério. Do que resta do templo actualmente é o pódio, localizado sob as escadas do Capitolino. Por vezes, o templo era utilizado para reuniões do Senado. Os vestígios do Aedes Castoris, também conhecido como Templo de Dióscuro ou Templo de Castor e Pólux (os poderosos filhos de Zeus e Leda, ainda hoje estão no alto pódio no extremo sul do fórum), é um dos templos mais antigos do Fórum Romano. O atual edifício deve-se a uma reconstrução e redesenho da época de Augusto.
A leste do Templo de Dióscoro, no sopé do Palatino, surge a Fonte de Juturna. Como em todas as fontes, esta era também dedicada a uma divindade (neste caso à ninfa Juturna), a sua água era vista como potencializadora da cura e o próprio local era considerado um dos mais sagrados do fórum. A norte da fonte de Juturna, as ruínas do Templo de Vesta erguem-se como o santuário central do Fórum Romano. Vesta, a casta guardiã do fogo eterno, era ali adorada. Na sala sagrada do templo, decorada com uma estátua de Atena, apenas era permitida a entrada das Vestais e do pontífice máximo. Os homens não tinham permissão para entrar no templo à noite. As altamente honradas e virginais Vestais viviam na Casa das Vestais (Atrium Vestae), uma villa de dois andares magnificamente mobilada mesmo ao lado da cela. Mais a norte ficava a Régia, sede do rei das coisas sagradas e do pontífice máximo. Aí eram realizadas as reuniões dos pontífices e também se guardavam os anais da cidade.
O Templo de Antonino Pio e Faustina, no lado norte do Fórum, é o templo mais bem preservado da Roma Antiga. Construído pelo imperador Antonino Pio em homenagem à sua esposa e a ela dedicada após a sua morte, deve a sua preservação à sua conversão em igreja no século VII ou VIII. O arcaico necrópole]] localizado na envolvente do templo mostra o resto das sepulturas que antigamente estavam espalhadas por toda a área do fórum e que não foram reconstruídas posteriormente. Cerca de 40 sepulturas datam do século IX a.C.. Os túmulos que datam de 500 a.C. foram preservados.
O chamado Templo de Rómulo (supostamente construído em homenagem ao filho de Maxêncio) está localizado entre o Templo de Antonino Pio e Faustina e a Basílica de Maxêncio mais a leste. Também deve a sua boa preservação à reedificação - já no final da antiguidade tardia (no século VI) - em igreja. O templo provavelmente foi dedicado ao Júpiter Estator, e os Penates também eram adorados aqui. O templo de Vênus e Roma fica na encosta em direção ao Coliseu. A cela voltada para o fórum era dedicada a Roma Aeterna, a deusa da cidade, enquanto a cela voltada para o Coliseu abrigava o culto a Vênus Félix. Hoje o antiquário do Fórum Romano está localizado na cela ocidental.

## Escavação e preservação

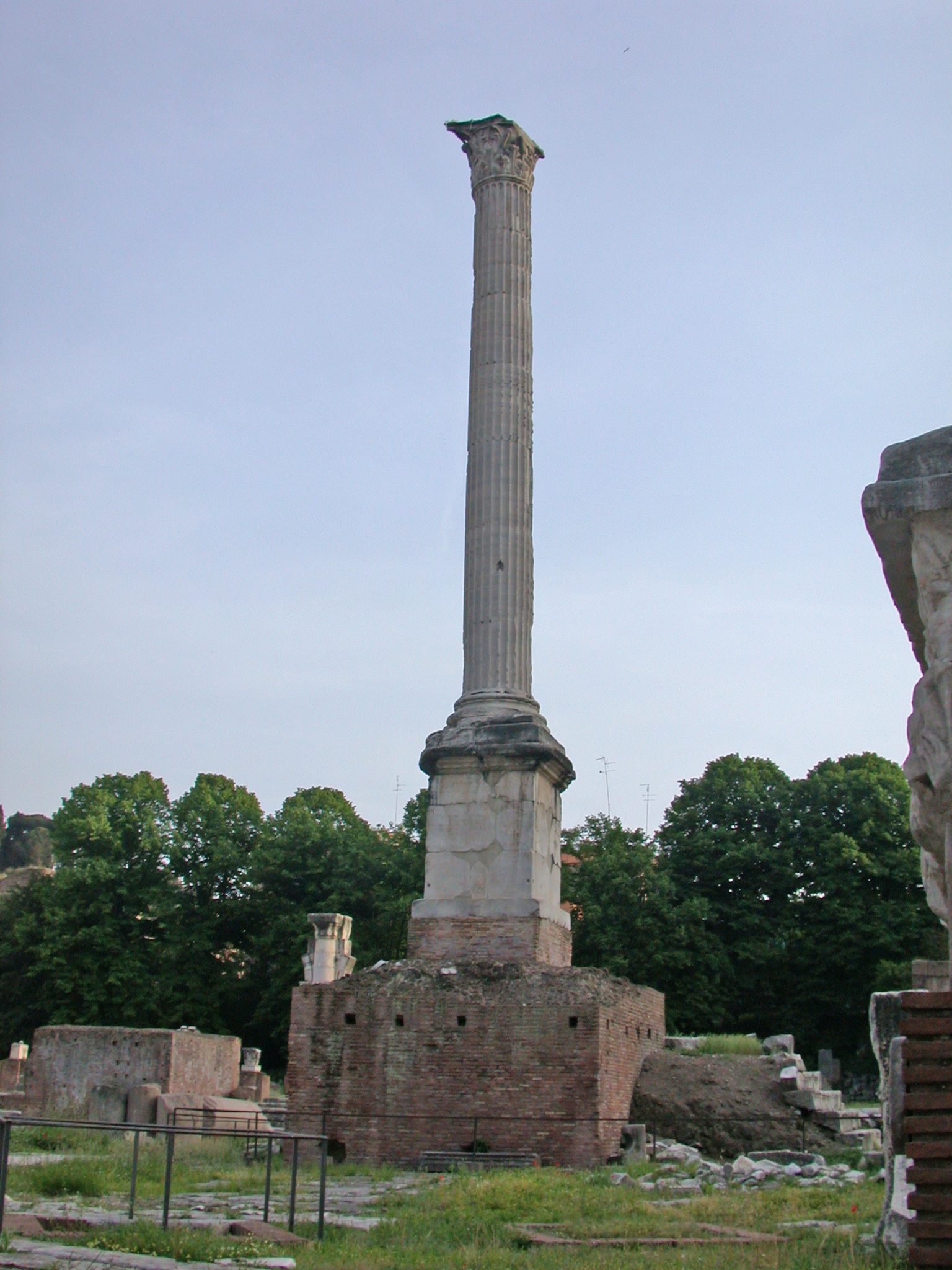
A "Coluna de Focas", erguida pelo imperador bizantino Focas em 608, a última adição ao Fórum Romano

A escavação de Carlo Fea, que começou a limpar os escombros do Arco de Septímio Severo em 1803, marcou o início da limpeza do Fórum. As escavações foram oficialmente iniciadas em 1898 pelo governo italiano sob o Ministro da Instrução Pública, Dr. Baccelli. A restauração de 1898 teve três objetivos principais: restaurar as partes fragmentadas das colunas, bases e cornijas nos seus locais originais no Fórum, alcançar o nível mais baixo possível do Fórum sem danificar as estruturas existentes e identificar estruturas já meio escavadas, junto com a casa do Senado e a Basílica Emília. Essas escavações financiadas pelo estado foram lideradas pelo Dr. Giacomo Boni até á sua morte em 1925, tendo ficando por um breve período estagnadas durante a Primeira Guerra Mundial.
Em 2008, o clima extremo e chuvas fortes provocaram danos estruturais à moderna cobertura de concreto que segurava o mármore "Black Stone" sobre o Lápis Niger em Roma. As escavações no Fórum continuam, com descobertas de arqueólogos trabalhando no local desde 2009 levando a questões sobre a idade exata de Roma. Uma dessas descobertas recentes inclui uma parede de tufo perto do Lápis Niger usada para canalizar água de aquíferos próximos. Ao redor da parede, restos de cerâmica e restos de comida permitiram que os arqueólogos datassem a provável construção da parede no século VIII ou IX a.C., mais de um século antes da tradicional data da fundação de Roma.
Em 2020, arqueólogos italianos descobriram um sarcófago, con 1,40 metros de comprimento associado a um altar circular datados do século VI a.C.. Os especialistas acreditam tratar-se de um túmulo memorial dedicado ao lendário fundador de Roma, Rómulo.